# Битва за Гуадалканал
Битва за Гуадалканал (Гуадалканальская кампания), носившая кодовое название Операция Уотчтауэр (англ. Operation Watchtower, операция «Сторожевая башня»), проходила с 7 августа 1942 года по 9 февраля 1943 года на Тихоокеанском театре военных действий Второй мировой войны. Она шла на земле, в воздухе и на море между силами Союзников и Японии. Боевые действия велись на острове Гуадалканал колонии Британские Соломоновы острова и вокруг него.
Гуадалканальская кампания была частью стратегического плана Союзников защитить маршруты океанских конвоев между США, Австралией и Новой Зеландией. Начатая через несколько месяцев после начала битвы за Кокоду, она стала вторым крупным наступлением сил Союзников против Японской империи.
7 августа 1942 года первые подразделения союзников, в основном американские, высадились на островах Гуадалканал, Тулаги и Флорида, чтобы помешать японцам использовать их как базы для создания угрозы линиям снабжения между США, Австралией и Новой Зеландией. Союзники также намеревались использовать Гуадалканал и Тулаги в качестве плацдарма для развёртывания кампании по изоляции крупной японской базы на острове Рабаул (Новая Британия). Первоначальная высадка застала японцев, занимавших острова с мая 1942 года, врасплох. Союзникам сразу же удалось захватить острова Тулаги и Флорида, а также строившийся японцами аэродром на Гуадалканале (позднее получивший название Хендерсон-Филд).
Впоследствии японцы, с августа по ноябрь 1942, совершили несколько попыток вернуть себе Хендерсон-Филд, который обороняла морская пехота США. Подразделения американской армии присоединились к защитникам аэродрома в октябре. Эти попытки привели к ряду крупных сражений, в том числе трём сухопутным и пяти морским, и достигли кульминации в начале ноября, когда в результате решительного морского сражения был положен конец попыткам японцев доставить на остров достаточно войск для взятия аэродрома. В декабре 1942 года японцы прекратили попытки вернуть остров под свой контроль и начали эвакуацию высаженных сил, успешно завершившуюся к 7 февраля 1943 года.
Битва за Гуадалканал часто называется переломным событием в боевых действиях на Тихом океане, поскольку она ознаменовала окончательную утрату Японией стратегической инициативы и переход союзников от обороны к наступлению.

## Предшествующие события. Подготовка операции «Уотчтауэр»

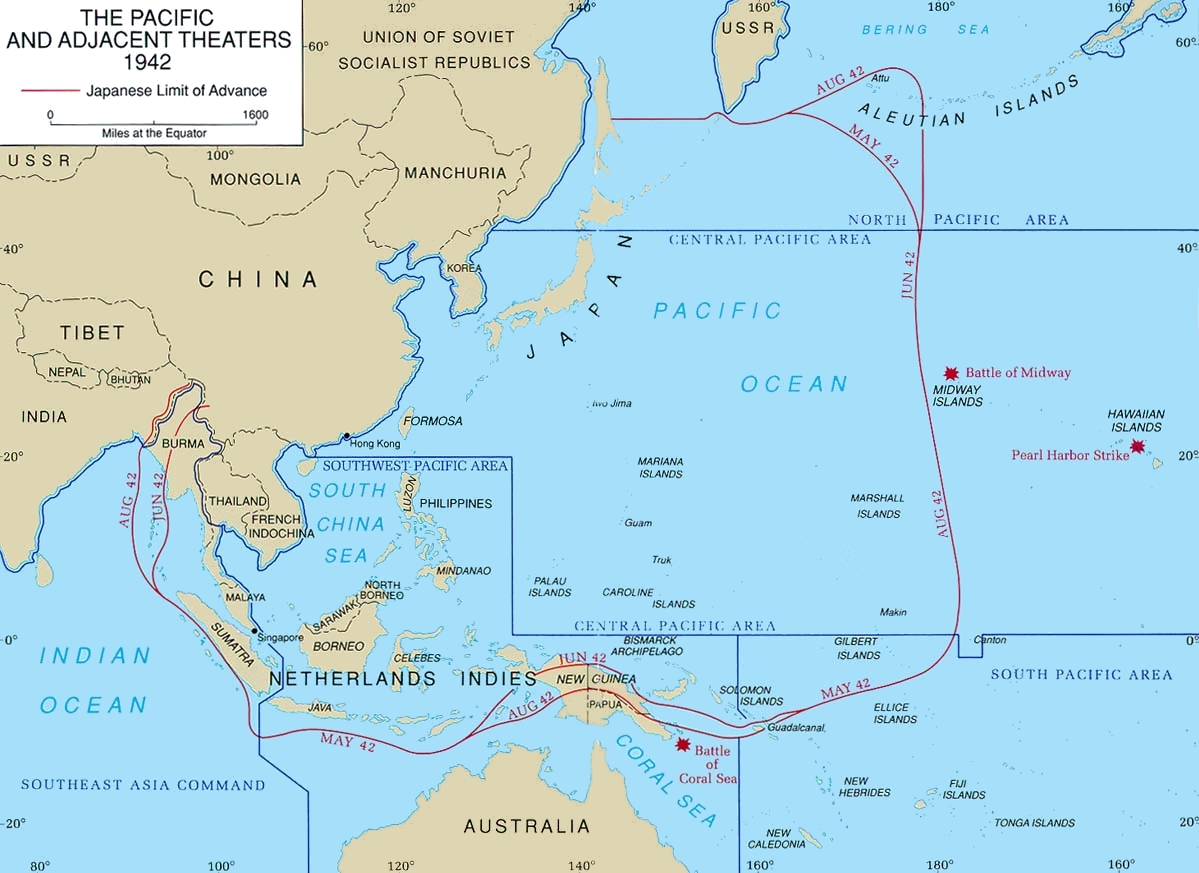
Территории под контролем Японской империи в западной части Тихого океана с мая по август 1942 года. Гуадалканал расположен внизу справа от центра карты.

7 декабря 1941 года японская авиация атаковала Тихоокеанский флот ВМС США в Перл-Харборе на Гавайских островах. Этой атакой были уничтожены или сильно повреждены большинство линкоров США, противостояние между двумя державами стало открытым и война была объявлена. Первоначальными целями японских лидеров стала нейтрализация американского флота, захват месторождений полезных ископаемых и создание стратегических военных баз для защиты Японской империи в Тихом океане и в Азии. Для выполнения этих целей японские силы захватили Филиппины, Таиланд, Малайю, Сингапур, Голландскую Ост-Индию, Уэйк, Острова Гилберта, Новую Британию и Гуам. Вступление США в войну против Японии было последним из стран Союзников, некоторые из которых, в том числе Великобритания, Австралия и Нидерланды, уже были атакованы японцами.
Две попытки японского флота захватить стратегическую инициативу и расширить оборонительный периметр в южную и центральную часть Тихого океана были сорваны морскими сражениями в Коралловом море и у атолла Мидуэй. Битва за Мидуэй стала не только первой крупной победой Союзников над непобедимой до тех пор Японией, но и значительно сократила наступательные возможности японского авианосного флота. Вплоть до этого момента Союзники только держали оборону на Тихом океане, но эти стратегические победы дали им возможность перехватить стратегическую инициативу у Японии.
Союзники выбрали Соломоновы острова (протекторат Великобритании), в первую очередь их южную часть, а именно острова Гуадалканал, Тулаги и Флорида, первой целью. Императорский флот Японии (IJN) оккупировал Тулаги в мае 1942 года и начал строительство базы гидросамолётов вблизи острова. Озабоченность Союзников возросла тогда, когда в начале июля 1942 года японский флот начал строительство крупного аэродрома на мысе Лунга на Гуадалканале. В августе 1942 года японский контингент составлял около 900 военнослужащих на Тулаги и ближайших островах и 2800 человек (из них 2200 — корейские и японские строители) на Гуадалканале. Эти базы после завершения строительства должны были защищать главную японскую базу в Рабауле, создавать угрозу для коммуникаций Союзников на Тихом океане и организовывать плацдарм для запланированного наступления на Фиджи, Новую Каледонию и Самоа (Операция ФС). Японцы планировали развернуть 45 истребителей и 60 бомбардировщиков на Гуадалканале после завершения строительства аэродрома. Эти самолёты должны были обеспечивать воздушное прикрытие сил японского флота, который бы продвинулся дальше в южной части Тихого океана.
Планы Союзников вторгнуться на южные Соломоновы острова были утверждены адмиралом США Эрнестом Кингом, главнокомандующим флотом США. Он предложил начать наступление с целью предотвращения использования японцами островов для создания баз, которые бы угрожали транспортным коммуникациям между США и Австралией, и использовать их в качестве плацдарма для предстоящих наступательных операций. С молчаливого согласия Рузвельта Кинг также отстоял план вторжения на Гуадалканал. Однако в связи с тем, что стратегия американской поддержки Великобритании сделала приоритетной войну с Германией, а не Японией, Тихоокеанскому театру пришлось конкурировать за войска и ресурсы, предназначенные для Европейского театра. Поэтому генерал армии США Джордж Маршалл возражал против предложенной кампании и поставил вопрос о командующем операцией. Кинг ответил, что флот и морская пехота должны подчиняться в этой операции им и дал задание адмиралу Честеру Нимицу провести предварительное планирование операции. Кинг в конечном счёте одержал верх в споре с Маршаллом, и вторжение получило поддержку главнокомандующих.

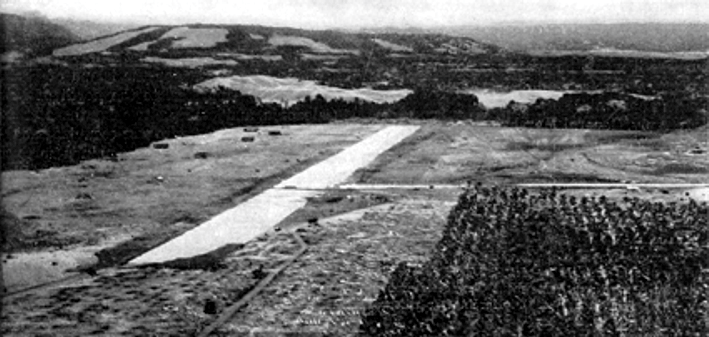
Аэродром у мыса Лунга на Гуадалканале в процессе строительства японскими и мобилизованными корейскими рабочими в июле 1942 года

Гуадалканальская операция была согласована с наступлением Союзников в Новой Гвинее, которой руководил Дуглас Макартур, и в дальнейшем предполагалось захватить острова Адмиралтейства и архипелаг Бисмарка, включая главную японскую базу в Рабауле. Также возможной целью американского наступления были Филиппины. Американский Объединённый комитет начальников штабов для командования наступления на Соломоновых островах создал Южнотихоокеанский театр, командование которым 19 июня 1942 года принял вице-адмирал Роберт Ли Гормли. Адмирал Честер Нимиц, находившийся в Пёрл-Харборе, был назначен главнокомандующим силами Союзников на Тихом океане.

#### Силы Союзников перед началом операции «Уотчтауэр»
Во время подготовки будущего наступления на Тихом океане в мае 1942 года, генерал-майор морской пехоты США Александер Вандегрифт получил приказ перебросить 1-ю дивизию морской пехоты из США в Новую Зеландию. Другие сухопутные, военно-морские и авиационные подразделения Союзников были отправлены на созданные базы на Фиджи, Самоа, Новых Гебридах и Новой Каледонии. Эспириту-Санто в архипелаге Новых Гебрид был выбран местом ставки и главной базой для наступления, получившего кодовое название Операция Уотчтауэр, дата начала которой была назначена на 7 августа 1942 года.
Изначально наступление Союзников планировалось только на Тулаги и острова Санта-Крус, исключая Гуадалканал. Однако после получения разведданных, обнаруживших строящийся аэродром на Гуадалканале, его захват был включён в план, а операция на островах Санта-Крус была отменена. Японцы были осведомлены, что в южной части Тихого океана значительно увеличилось движение кораблей Союзников, но сделали вывод, что Союзники укрепляют Австралию и, возможно, Порт-Морсби в Новой Гвинее.
Для операции Уотчтауэр было привлечено 75 военных кораблей и транспортов (включая американские и австралийские корабли), которые объединились у Фиджи 26 июля 1942 года и провели учения по десантированию до того, как отправились к Гуадалканалу 31 июля. Командующим экспедиционными силами Союзников был назначен вице-адмирал Фрэнк Флетчер (флаг на авианосце Саратога). Командующим амфибийными силами назначили контр-адмирала Ричмонда Тёрнера. Вандегрифт командовал сухопутными силами Союзников (по большей части морской пехотой США), назначенными к высадке десанта, численностью около 16 000 человек.
Войска, отправляемые на Гуадалканал, только что закончили курс подготовки, они были вооружены старыми винтовками и получили боеприпасы только на 10 дней. В связи с необходимостью ускорения начала высадки операционные планировщики снизили необходимый объём снабжения с 90 до только 60 дней. Бойцы 1-й дивизии морской пехоты начали называть предстоящее сражение не иначе, как «Operation Shoestring» («операция Скудная/Шнурок»).

## Высадка на Гуадалканал и Тулаги

Направления движения амфибийных сил Союзников к местам высадки на Гуадалканале и Тулаги, 7 августа 1942 года

Плохая погода позволила экспедиционным силам Союзников приблизиться к Гуадалканалу незамеченными японцами до утра 7 августа. Масаитиро Миягава, японский солдат, защищавший Танамбого, который был взят в плен американскими войсками (один из четырёх японцев из 3000, находившихся в зоне боевых действий и уцелевших в бою), писал, что ежедневно четыре японских патрульных самолёта отправлялись с острова Флорида веером по направлениям на северо-восток, восток, юго-восток и юг от острова Флорида для получения данных об активности противника. Из-за плохих погодных условий, пишет он, силы вторжения Союзников избежали обнаружения, но если бы их обнаружили за день или два до 7 августа, флот Союзников с его медленными транспортами скорее всего был бы уничтожен).
Корабли с десантом были разделены на две группы: одна должна была направляться к Гуадалканалу, а вторая предназначалась для захвата Тулаги, Флориды и Гавуту-Танамбого. Корабли Союзников провели бомбардировку пляжей, предназначенных для высадки десанта, в то время как самолёты с авианосца «Уосп» сбросили бомбы на позиции японцев на Тулаги, Гавуту, Танамбого и Флориде, обстреляли и уничтожили 15 японских гидросамолётов, плавающих в районе якорной стоянки у острова Тулаги.
Тулаги и два небольших близлежащих островка Гавуту и Танамбого были захвачены силами 3 тыс. морских пехотинцев. Японские солдаты, которые занимали морскую базу и базу гидросамолётов на трёх островах, оказали ожесточённое сопротивление наступлению морской пехоты. С определёнными трудностями морские пехотинцы захватили все три острова: Тулаги 8 августа, а Гавуту и Танамбого 9 августа. Японские защитники погибли почти все, морские пехотинцы потеряли 122 убитыми.
В отличие от высадки на Тулаги, Гавуту и Танамбого, десант на Гуадалканале встретил гораздо меньшее сопротивление. В 09:10 7 августа генерал Вандегрифт с 11 тыс. морских пехотинцев высадился на Гуадалканале между мысами Коли и Лунга. Направившись к мысу Лунга, они в густом тропическом лесу не встретили никакого сопротивления и остановились на ночь на расстоянии около 1 тыс. ярдов (910 м) от аэродрома у мыса Лунга. На следующий день, снова встречая лишь незначительное сопротивление, морские пехотинцы подошли к реке Лунга и захватили аэродром к 16:00 8 августа. Японские строительные и боевые части под командованием капитана Канаэ Мондзэна, поддавшись панике при бомбардировке кораблей и авиации Союзников, покинули зону аэродрома и отошли на расстояние около 3 миль (4,8 км) к западу к реке Матаникау и мысу Крус, оставив продовольствие, стройматериалы и строительное оборудование, а также автомобили, и потеряв убитыми 13 человек.

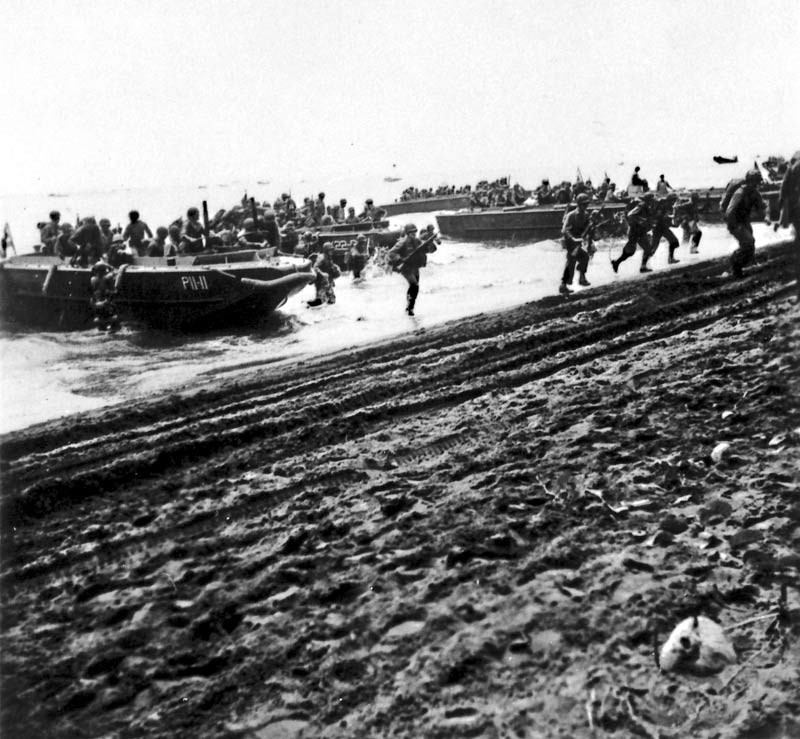
Американские морские пехотинцы высаживаются на Гуадалканал 7 августа 1942 года

Во время десанта 7 и 8 августа самолёты японского флота, базировавшиеся в Рабауле под командованием Садаёси Ямады, несколько раз атаковали американские амфибийные силы и подожгли транспорт Джордж Ф. Эллиотт (который затонул двумя днями позднее), а также тяжело повредили эсминец Джэрвис. В авианалётах в течение этих двух дней японцы потеряли 36 самолётов, в то время как американцы потеряли 19, включая боевые действия и аварии, в том числе 14 истребителей с авианосцев.
После этих боёв Флетчер решил, что его истребители понесли слишком большие потери, и стал беспокоиться о безопасности своих авианосцев в случае атак японских самолётов, кроме того, его беспокоил уровень запасов горючего. Флетчер со своим авианосным соединением вышел из района Соломоновых островов вечером 8 августа. В результате потери прикрытия с воздуха Тёрнер принял решение отвести свои корабли от Гуадалканала, несмотря на то, что была выгружена только половина снабжения и тяжёлого вооружения, необходимых войскам на берегу. Тёрнер планировал, тем не менее, выгрузить как можно больше снабжения на Гуадалканал и Тулаги ночью 8 августа, а затем рано утром 9 августа отойти со своими кораблями.
Этой ночью, в то время как транспорты разгружались, две группы кораблей прикрытия Союзников под командованием британского контр-адмирала Виктора Кратчли, были захвачены врасплох и разгромлены японской эскадрой из семи крейсеров и одного эсминца 8-го флота, базировавшегося в Рабауле и Кавьенге под командованием вице-адмирала Гунъити Микавы. Один австралийский и три американских крейсера затонули, один американский крейсер и два эсминца получили повреждения в бою у острова Саво. Японцы отделались повреждениями средней тяжести одного крейсера. Микава, который не знал, что Флетчер со своими авианосцами отошёл, немедленно вернулся в Рабаул, даже не попытавшись атаковать теперь беззащитные транспорты. Микава знал о дневных налётах самолётов с авианосцев и полагал, что авианосцы всё ещё находятся поблизости. Тёрнер отошёл со всеми оставшимися морскими силами Союзников вечером 9 августа, оставив морских пехотинцев на берегу без значительной части тяжёлого вооружения и провизии; на кораблях также остались войска. Тем не менее, решение Микавы не атаковать транспорты Союзников, когда они имели такую возможность, стало критической стратегической ошибкой.

## Первые операции

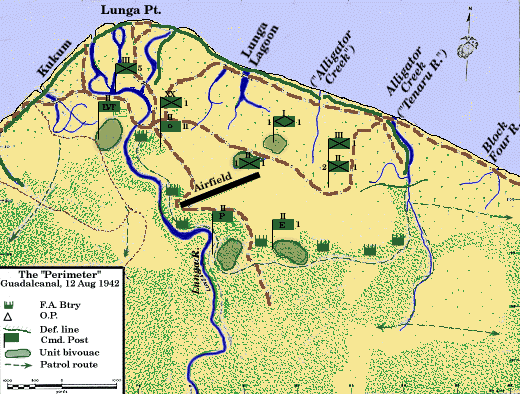
Первоначальные линии обороны морской пехоты вокруг взлётно-посадочной полосы у мыса Лунга, Гуадалканал, 12 августа 1942 года

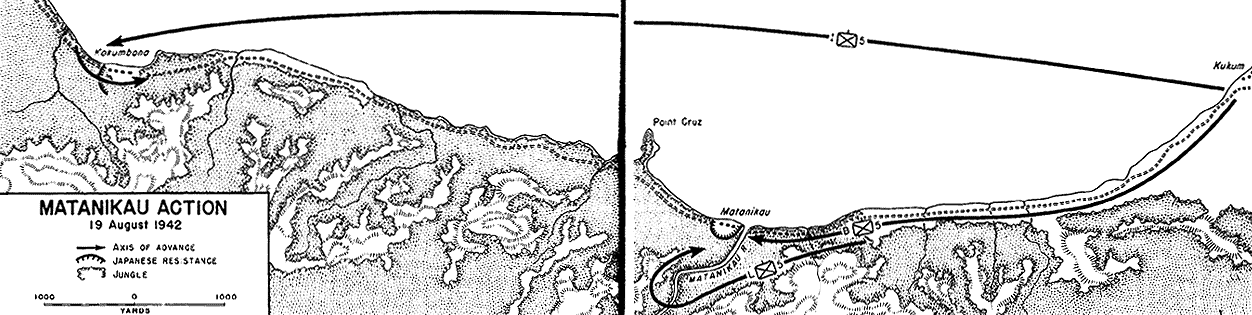
Карта наступления морской пехоты США на запад от реки Матаникау 19 августа

11 тысяч морских пехотинцев на Гуадалканале изначально направили основные усилия на создание оборонительного периметра вокруг мыса Лунга и аэродрома, разместив выгруженное снабжение внутри периметра обороны и завершив строительство аэродрома. За четыре дня интенсивной работы всё снабжение было перегружено с берега высадки в распределённые внутри периметра полевые склады. Работы по достройке аэродрома были начаты немедленно, главным образом с помощью захваченного у японцев оборудования и материалов. 12 августа аэродром получил название Хендерсон-Филд по имени лётчика морской пехоты, Лофтона Хендерсона, который погиб в битве у Мидуэя. 18 августа аэродром был готов к эксплуатации. С транспортов был сгружен пятидневный запас продовольствия, который вместе с захваченными у японцев запасами дал морской пехоте в общей сложности 14-дневный запас провизии. Для лучшего контроля за запасами солдаты были ограничены двухразовым питанием. Солдаты Союзников вскоре после высадки столкнулись с массовой дизентерией, от которой к середине августа страдал каждый пятый морской пехотинец. Тропические болезни оказывали существенное влияние на боеспособность обеих сторон в течение всей кампании. Несмотря на то, что многие корейские строители были окружены морскими пехотинцами, большая часть оставшегося японского и корейского контингента собралась к западу от периметра Лунга на западном берегу реки Матаникау и питалась главным образом кокосами. Японская застава также находилась у мыса Тайву в 35 километрах (22 мили) к востоку от периметра Лунга. 8 августа японский эсминец из Рабаула доставил 113 солдат к позициям у Матаникау.
Вечером 12 августа патруль из 25 морских пехотинцев, которыми командовал подполковник Фрэнк Готтж и по большей части состоящий из разведчиков, высадился с катера к западу от периметра Лунга между мысом Крус и рекой Матаникау с разведывательной миссией; их второстепенной задачей было вступить в контакт с группой японских войск, которые, как полагали американцы, должны были быть готовы сдаваться. Вскоре после высадки патруля группа японцев численностью около взвода атаковала и почти полностью уничтожила патруль морской пехоты.
В ответ 19 августа Вандегрифт отправил три роты 5-го полка морской пехоты для атаки скопления японских войск к западу от Матаникау. Одна рота наступала по песчаной косе в устье реки Матаникау, в то время как вторая форсировала реку в 1-м километре вглубь острова и атаковала японские войска у деревни Матаникау. Третья высадилась с катеров западнее и атаковала деревню Кокумбона. После быстрого захвата двух деревень три роты морской пехоты вернулись к периметру Лунга, уничтожив 65 японских солдат и потеряв убитыми четверых своих солдат. Эта операция, иногда называемая «Первая битва при Матаникау», была первым из нескольких крупных боевых столкновений у реки Матаникау во время кампании.
20 августа эскортный авианосец Лонг Айленд доставил две эскадрильи самолётов морской пехоты на Хендерсон-Филд: эскадрилью из 19 F4F Wildcat и эскадрилью из 12 SBD Dauntless. Авиация, которая стала базироваться на Хендерсон-Филд, стала известна как «ВВС Кактуса» (CAF) по кодовому названию Союзников для Гуадалканала. Истребители морской пехоты вступили в бой уже на следующий день в первый дневной авианалёт японских бомбардировщиков. 22 августа пять армейских P-39 Airacobra с экипажами прибыли на Хендерсон-Филд.

## Бой у реки Тенару

Тела бойцов 28-го полка СВ Японии, погибших при атаке на позиции подразделений 1-й ДМП США на берегу в устье бухты Аллигатор (о-в Гуадалканал, 21 августа 1942 г.)

В ответ на высадку частей морской пехоты США на о. Гуадалканал Ставка и Генштаб Сухопутных войск поставили задачу контратаки и удержания острова корпусу (генерал-лейтенант Х. Хякутакэ) 17-й общейвойсковой армии (ОА) в зоне «Рабаул» (Папуа-Новая Гвинея). Переброску частей должны были обеспечивать силы Соединённого Флота ВМС (Главком И. Ямамото) с передовым штабом на ПМТО ВМС «Трук». Одновременно с войсковой операцией на о. Новая Гвинея 17-я ОА Сухопутных войск смогла выделить 35-ю бригаду Сухопутных войск (генерал-майор К. Кавагути) для переброски на арх. Соломоновых о-вов с о. Палау морским путем с приданными 4-м (7-я дивизия Сухопутных войск, о. Хоккайдо) и 28-м (2-я дивизия Сухопутных войск, Сев. Хонсю) полками, дислоцированными на Филиппинах и о. Гуам). 4-й полк имел позывной «Итики» (комполка — полковник К. Итики), 28-й полк — «Аоба» (от замка Аоба в г. Сэндай (место постоянной дислокации)).
Первоначальной задачей 4-го полка в ходе операции у ат. Мидуэй был захват берегового плацдарма, но полк был выведен в тыл после гибели 1-й и 2-й авианосных дивизий 1-го Флота авиации ВМС в ходе боевых действий у ат. Мидуэй. Некоторые источники считают, что 4-й полк был выведен на о. Трук сразу после отхода сил ВМС от ат. Мидуэй в июне 1942 г. В работе Эванса высказывается мнение, что полк был первоначально отведен на о. Гуам по приказу комдива 2-й дивизии эсминцев (адмирал Р. Танака) и оттуда далее на ПМТО ВМС «Трук».
19.8.1942 г., через две недели после занятия плацдарма на о. Гуадалканал частями 1-й ДМП США, 2-я дивизия эсминцев Императорской Японии у м. Тайву провела ночную высадку двух батальонов (1 тыс. л/с) 4-го полка с недельными запасами продовольствия и боеприпасов. Ночным переходом силы выдвинулись на 35 км к западу в сторону оборонительной линии 1-й ДМП на м. Лунга. Без доразведки сил и средств противника подразделения 4-го полка к вечеру следующего дня вышли к позициям противника у на м. Лунга (б. Аллигаторов, т. н. «р-н реки Илу») и с хода атаковали его на восточной оконечности мыса, неся потери (в истории боевых действий на Тихоокеанском ТВД бой описывается как Бой у р. Тенару).
Восстановив управление к утру 21.8.1942 г., части 1-й ДМП перешли в контратаку, в ходе которой было уничтожено большинство подразделений, погибли управление и командир 4-го полка Императорской Японии. После атаки с ходу и отражения контратак 1-й ДМП в живых осталось около 120 военнослужащих (не более 10 % л/с полка). Остатки сил начали отход к месту высадки, откуда по полевой радиосвязи через 2-ю дивизию эсминцев в море доложили в штаб корпуса о потерях и невозможности контратаки без переформирования и подхода подкреплений.

## Сражение у восточных Соломоновых островов

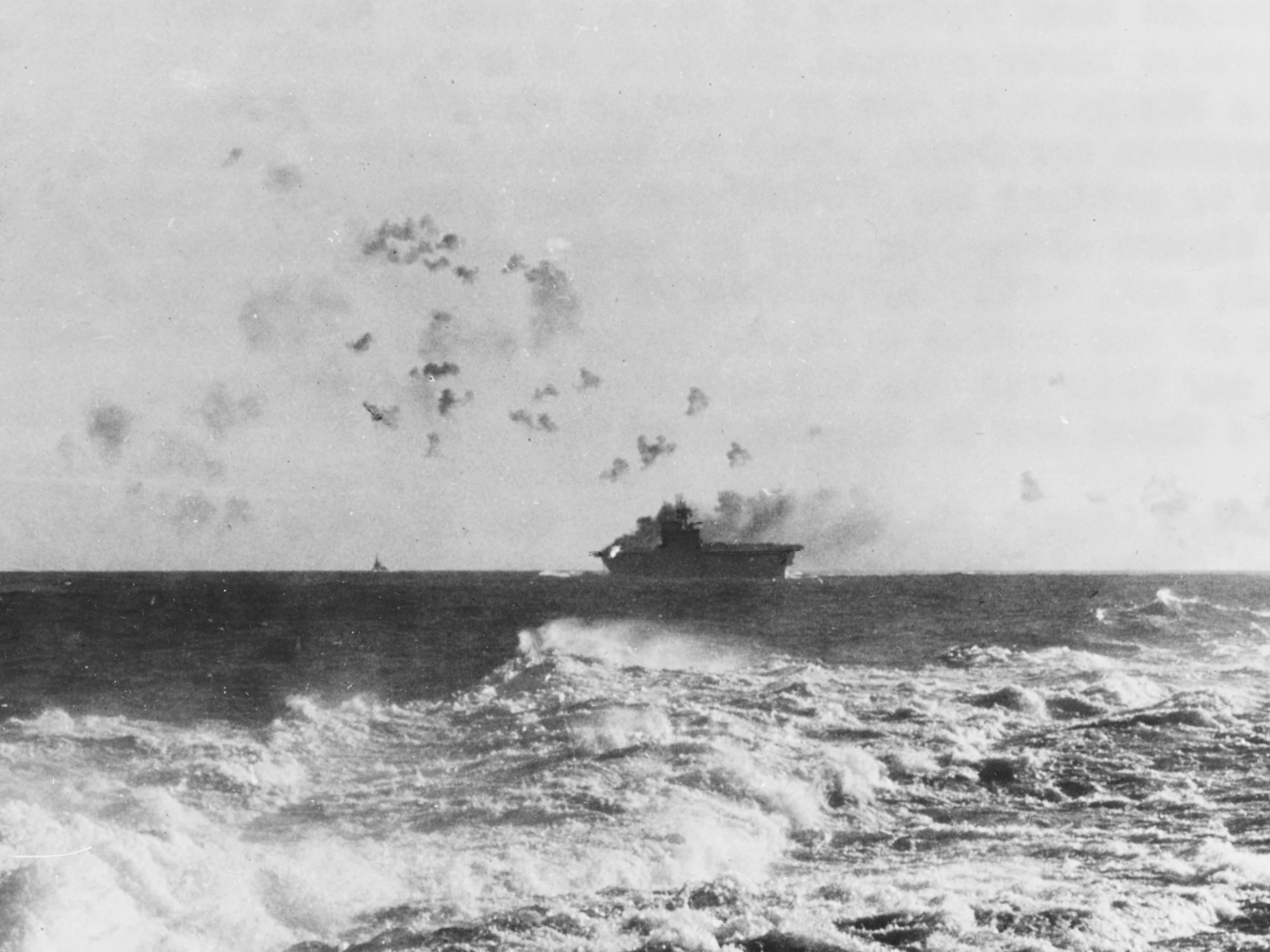
Авианосец ВМС США № 6 «Энтерпрайз» под авианалетом в районе арх. Соломоновых о-вов (август 1942 г.)

В то время, когда шло сражение у реки Тенару, дополнительные японские подкрепления были уже в пути. Три транспорта вышли из ПМТО Трук  16.8.1942 г. с тремя батальонами (1600 чел. л/с) 28-го полка и десантно-штурмовым батальоном ВМС «Йокосука-5» (500 чел. л/с). Транспорты шли под охраной ордера 2-й дивизии эсминцев (контр-адмирал Р. Танака, 13 ед. эсминцев), планируя высадку на о. Гуадалканал к 24.8.1942 г.. Для прикрытия высадки и поддержки контратаки на военный аэродром туда же из ПМТО Трук 16.8.1942 г. с охранением из 30 ед. кораблей вышла единственная боеспособная авианосная дивизия 1-го АфЛ ВМС (5-я ДАВ: АВ «Сёкаку»-«Дзуйкаку»-«Дзуйхо», вице-адмирал Т. Нагумо).
Одновременно американское оперативное соединение из трёх авианосцев под командованием Флетчера прибыло к Гуадалканалу с целью остановить попытку японского наступления. 24 и 25 августа два авианосных соединения провели сражение у восточных Соломоновых островов, в результате которого оба флота отошли обратно, нанеся друг другу некоторый урон, в том числе японцы потеряли один лёгкий авианосец. Конвой Танаки, после того как понёс большие потери в бою от самолётов «ВВС Кактуса» с Хендерсон-Филд, включая потерю одного транспорта, отправился на Шортлендские острова в северной части архипелага Соломоновых островов, чтобы пересадить уцелевших солдат на эсминцы для дальнейшей доставки на Гуадалканал.

## Воздушные бои над Хендерсон-Филд и укрепление обороны вокруг мыса Лунга

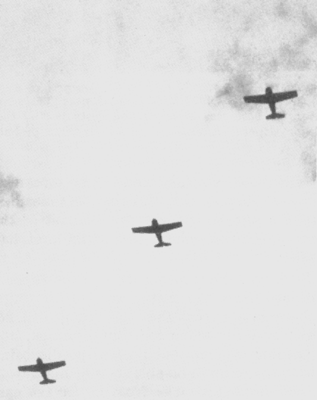
Истребители F4F Wildcat морской пехоты США взлетают с Хендерсон-Филд для атаки подходящих японских самолётов в конце августа или начале сентября 1942 года

В течение августа небольшие партии американских самолётов и их экипажи продолжали прибывать на Гуадалканал. К концу августа 64 самолёта различных типов базировались на Хендерсон-Филд. 3 сентября командующий 1-м авиакрылом морской пехоты бригадный генерал Рой Гейгер прибыл со своим штабом и принял командование всеми операциями на Хендерсон-Филд. Воздушные бои между самолётами союзников с авиабазы Хендерсон и японскими бомбардировщиками и истребителями из Рабаула происходили почти ежедневно. С 26 августа по 5 сентября американцы потеряли около 15 самолётов, а японцы потеряли приблизительно 19. Более половины сбитых американских экипажей были спасены, в то время как большинство сбитых японских авиаторов так и не были найдены. Восьмичасовой перелёт из Рабаула на Гуадалканал и обратно длиной 1120 миль (1800 км) серьёзно затруднял японцам попытки захватить превосходство в воздухе над Хендерсон-Филд. Австралийские береговые наблюдатели на Бугенвиле и Нью-Джорджии могли часто заранее уведомлять силы союзников на Гуадалканале о предстоящих авианалётах, что давало возможность американским истребителям подниматься в воздух и атаковать японские бомбардировщики и истребители на подлёте к острову. Поэтому японская авиация медленно проигрывала войну на истощение в небе над Гуадалканалом.
В то же самое время Вандегрифт продолжил принимать меры по усилению и усовершенствованию обороны периметра Лунга. С 21 августа по 3 сентября он получил в свое распоряжение ещё три батальона морской пехоты, включая переброску 1-го рейдерского батальона под командованием Меритта Эдсона (Рейдеры Эдсона) и 1-го парашютного батальона с Тулаги и Гавуту на Гуадалканал. Эти подразделения увеличили на 1 500 человек первоначальный 11-тысячный контингент, обороняющий Хендерсон-Филд. 1-й парашютный батальон, который понёс большие потери в битве за Тулаги, Гавуту и Танамбого в августе, был передан под командование Эдсона. Ещё один передислоцированный батальон, 1-й батальон 5-го полка морской пехоты (1/5), был высажен с катеров к западу от Матаникау у деревни Кокумбона 27 августа с задачей атаковать японские войска в этом районе, как и в первом сражении у Матаникау 19 августа. Однако в этот раз морских пехотинцев встретили труднопроходимая местность, жаркое солнце и хорошо укреплённая оборона японцев. На следующее утро морские пехотинцы обнаружили, что японские защитники отошли ночью, и морские пехотинцы вернулись в периметр Лунга на катерах. Потери в этом бою составили 20 японцев и 3 морских пехотинца убитыми.
Небольшие морские конвои союзников доставили на Гуадалканал 23 августа, 29 августа, 1 сентября и 8 сентября морским пехотинцам у мыса Лунга дополнительное продовольствие, боеприпасы, авиационное топливо и запасные части к самолётам. 1 сентября конвой также доставил 392 военных инженера для ремонта и усовершенствования Хендерсон-Филд.

## Токийский экспресс

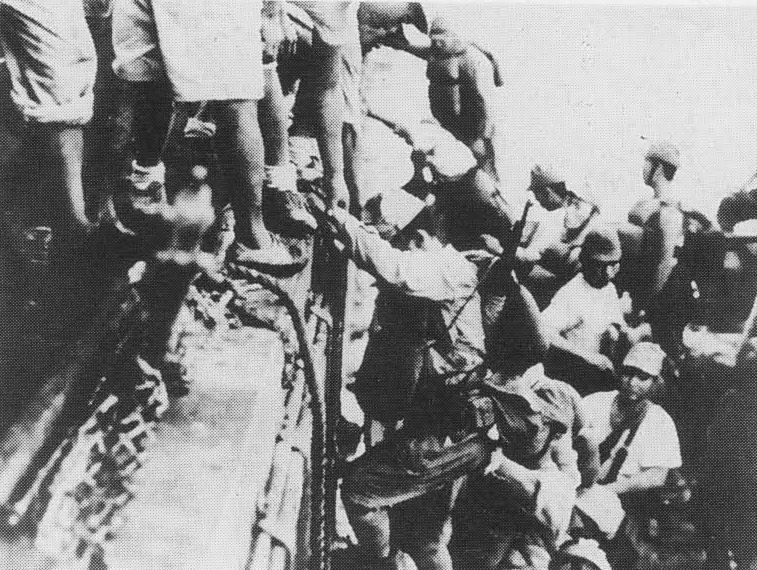
Японские войска грузятся на эсминец «Токийского экспресса» перед отправкой на Гуадалканал

23 августа 35-я пехотная бригада Кавагути прибыла на остров Трук и погрузилась на медленные транспортные суда для переброски на Гуадалканал. Урон, нанесённый конвою Танаки во время сражения у восточных Соломоновых островов, привел к пересмотру японцами стратегии доставки подкреплений на Гуадалканал медленными транспортами. Вместо этого суда, предназначенные ранее для перевозки солдат Кавагути, были отправлены в Рабаул. С этого момента японцы планировали доставлять солдат Кавагути на Гуадалканал эскадренными миноносцами, которые базировались на Шортлендских островах. Японские эсминцы обычно могли совершить прямой и обратный рейс по проливу «Слот» за одну ночь, минимизируя риск атак самолётов союзников; такие рейсы получили название «Токийский экспресс» у союзников и «Крысиная транспортировка» у японцев. Доставка войск таким способом, однако, не давала возможности перевезти большую часть тяжёлого вооружения и продовольствия, в том числе тяжёлую артиллерию, автомобили и большие объёмы продовольствия и боеприпасов на Гуадалканал. Кроме того, эти перевозки требовали привлечения эсминцев японского флота, которых не хватало для сопровождения конвоев. Неспособность или нежелание морских командиров союзников бороться с такими ночными рейсами привела к тому, что японцы контролировали акваторию вокруг Соломоновых островов в тёмное время суток. Тем не менее, любой японский корабль, который оказывался в радиусе действия самолётов (200 миль (320 км)) с Хендерсон-Филд в дневное время был в большой опасности в связи с риском налёта авиации союзников. Эта тактическая ситуация существовала несколько последующих месяцев кампании.
С 29 августа по 4 сентября различные японские лёгкие крейсера, эсминцы и патрульные катера смогли высадить почти 5 000 солдат на мысе Тайву, в том числе большую часть 35-й пехотной бригады, большую часть (4-го) полка Аоба и оставшуюся часть полка Итики. Генерал Кавагути, который высадился на мыс Тайву 31 августа с рейса «Токийского экспресса», принял командование всеми японскими войсками на Гуадалканале. Конвой барж перевёз ещё 1 тыс. солдат бригады Кавагути под командованием полковника Акиносукэ Ока в Камимбо к западу от периметра Лунга.

## Битва за хребет Эдсона

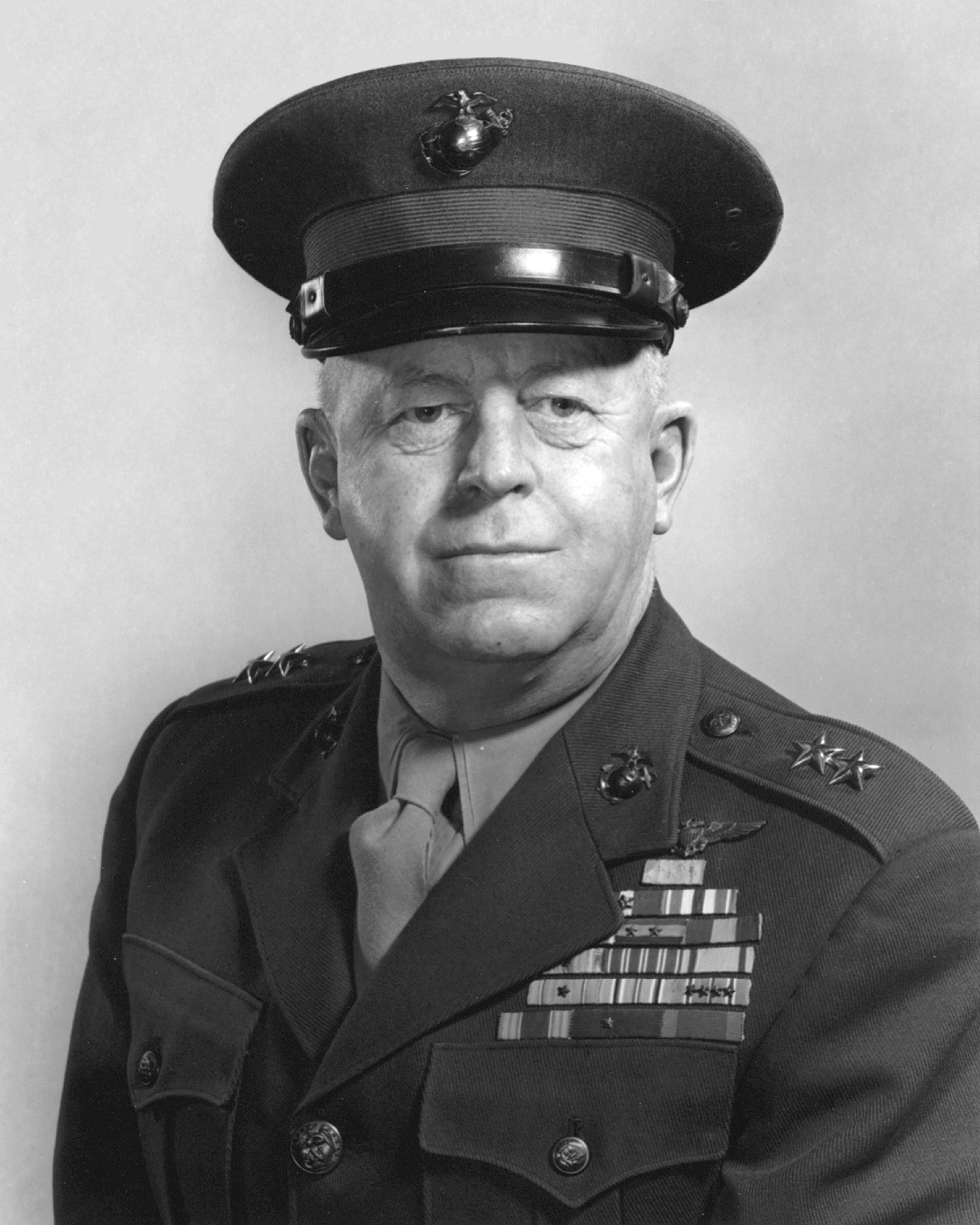
Подполковник морской пехоты Меритт Эдсон (на фотографии уже в звании генерал-майора), командовавший морской пехотой в сражении за хребет Эдсона

7 сентября Кавагути огласил свой план наступления, задачей которого было «разбить и уничтожить врага в окрестностях аэродрома на острове Гуадалканал». Планом Кавагути предусматривалось, что его силы будут разделены на три части, которые подойдут к периметру Лунга и пойдут во внезапную ночную атаку. Солдаты Оки должны были атаковать периметр с запада, второй эшелон Итики, переименованный в батальон «Кума» («Медведь»), должен был атаковать с востока. Основная атака должна была быть главными силами Кавагути, насчитывающими 3 тыс. человек в трёх батальонах, с южной части периметра Лунга. 7 сентября большая часть солдат Кавагути отправилась в путь от Тайву по направлению к мысу Лунга по береговой линии. Около 250 японских солдат остались охранять базу снабжения бригады на мысе Тайву.
Тем временем разведчики из местных жителей, которыми руководили британские должностные лица и офицер сил самообороны Британского Протектората Соломоновых островов Мартин Клеменс, сообщили морским пехотинцам о японских войсках на Тайву недалеко от деревни Тасимбоко. Эдсон возглавил рейд против японских войск на Тайву. 8 сентября, высадившись у мыса Тайву с катеров, бойцы Эдсона захватили Тасимбоко, а японцы, защищавшие деревню, ушли в джунгли. В Тасимбоко солдаты Эдсона обнаружили базу снабжения войск Кавагути, в том числе большие запасы продовольствия, боеприпасов и медикаментов, а также коротковолновое радио. Морские пехотинцы захватили документы, оружие и продовольствие, уничтожили всё остальное и вернулись в периметр Лунга. Количество продовольствия и изучение захваченных японских документов свидетельствовали о нахождении на острове не менее 3 тыс. японских солдат, которые, очевидно, планировали наступление.
Эдсон и полковник Джеральд С. Томас, офицеры, командующие подразделениям Вандегрифта, полагали, что направлением японской атаки должен стать хребет Лунга — узкий травянистый хребет длиной около километра кораллового происхождения, параллельный реке Лунга к югу от Хендерсон-Филд. Хребет создавал естественный путь подхода к аэродрому, доминировал над окружающей территорией и был практически незащищён. 11 сентября 840 солдат подразделения Эдсона, включая 1-е рейдерский и парашютный батальоны, заняли позиции на хребте и вокруг него и приготовились его защищать.

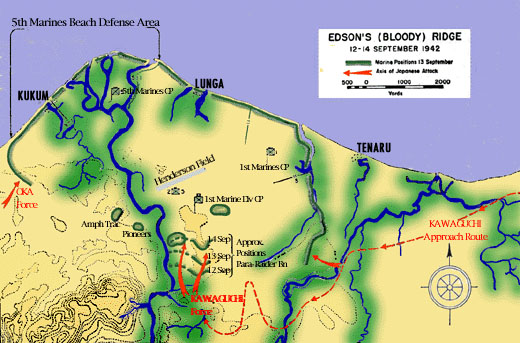
Карта периметра Лунга на Гуадалканале, показаны маршруты подхода японских сил и направления японских атак во время боя. Ока атаковал с запада (слева), батальон «Кума» с востока (справа) и главные силы атаковали «хребет Эдсона» внизу в центре карты

Ночью 12 сентября 1-й батальон Кавагути атаковал рейдеров между рекой Лунга и хребтом, заставив одну из рот морских пехотинцев отойти к хребту до того, как японцы прекратили наступление этой ночью. Следующей ночью 3 тыс. солдатам бригады Кавагути, которых поддерживала лёгкая артиллерия, противостояли 830 рейдеров Эдсона. Японцы начали атаку после наступления сумерек — 1-й батальон Кавагути атаковал правый фланг Эдсона рядом с западным склоном хребта. После прорыва линий морской пехоты на хребте атака батальона была окончательно остановлена подразделениями морской пехоты, оборонявшими северную часть хребта.
Две роты 2-го батальона Кавагути атаковали с южной стороны хребта и отбросили бойцов Эдсона к высоте 123 в центральной части хребта. В течение ночи морские пехотинцы на своих позициях, поддерживаемые артиллерией, останавливали волну за волной фронтальные атаки японцев, некоторые из которых заканчивались рукопашными схватками. Японские подразделения, которые просочились через оборонительные линии у хребта и вышли к взлётно-посадочной полосе, также были вынуждены отступить. Наступления батальона Кума и подразделения Оки в других местах периметра Лунга также были отражены. 14 сентября Кавагути во главе уцелевших солдат своей разгромленной бригады начал пятидневный переход на запад в район реки Матаникау на соединение с подразделением Оки. В общей сложности силы Кавагути потеряли порядка 850 погибшими, морских пехотинцев погибло 104.
15 сентября генерал Хякутакэ в Рабауле изучил донесения о поражении Кавагути, первого поражения такого крупного подразделения Императорской армии в этой войне, и передал новости в Генеральный штаб в Японию. На чрезвычайном совещании верховные командующие японской армии и флота заключили, что «Гуадалканал, возможно, превратился в генеральное сражение войны». Результаты сражения начали иметь стратегическое влияние на японские военные операции в других частях Тихого океана. Хякутакэ понял, что из-за того, что нужно послать достаточное количество солдат и снабжения для борьбы с войсками Союзников на Гуадалканале, он не может более поддерживать крупное японское наступление на Кокодском тракте на Новой Гвинее. Хякутакэ, согласовав решение с Генеральным штабом, приказал своим войскам в Новой Гвинее, которые были уже в 30 милях (48 км) от своей цели — Порт-Морсби, отойти, пока не будет решена проблема Гуадалканала. Хякутакэ принял решение об отправке войск на Гуадалканал для начала нового наступления на Хендерсон-Филд.

## Переброска подкреплений

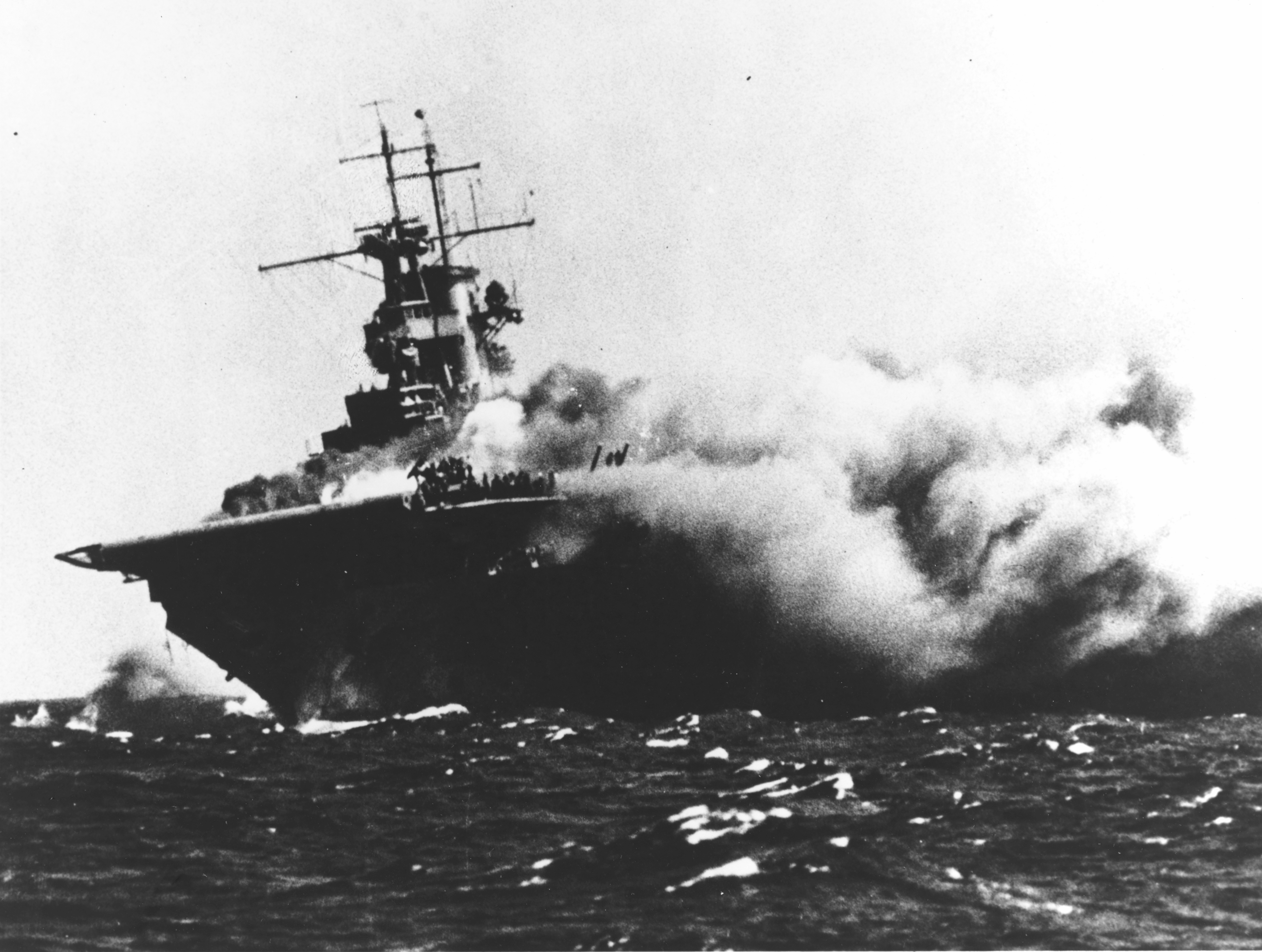
Американский авианосец Уосп после попадания торпед от японской подводной лодки 15 сентября

В то время как японские войска перегруппировывались у Матаникау, американцы сосредоточились на укреплении оборонительного периметра вокруг мыса Лунга. 14 сентября Вандегрифт перевез ещё один батальон, 3-й 2-го полка морской пехоты, с Тулаги на Гуадалканал. 18 сентября конвой союзников доставил на Гуадалканал 4 157 бойцов 3-й временной бригады морской пехоты (7-й полк морской пехоты и батальон 11-го полка морской пехоты, а также вспомогательные подразделения), 137 автомобилей, походные палатки, авиационное горючее, боеприпасы, продовольствие и инженерное оборудование. Эти необходимые подкрепления позволили Вандегрифту к 19 сентября создать непрерывную линию обороны по периметру Лунга. Прикрывая конвой, авианосец Уосп затонул после атаки японской подводной лодки I-19 к юго-востоку от Гуадалканала, временно оставив только один действующий авианосец союзников (Хорнет) в южной части Тихого океана. Вандегрифт также внёс некоторые изменения в старший командный состав своих подразделений, отправив с острова нескольких офицеров, которые не отвечали его требованиям, а также повысил нескольких младших офицеров, которые заняли их места. Одним из этих получивших повышение офицеров стал полковник Меритт Эдсон, который принял командование 5-м полком морской пехоты.
Настало временное затишье в воздушных боях над Гуадалканалом — японцы прекратили авианалёты в связи с плохой погодой с 14 по 27 сентября. В этот период обе стороны укрепляли свои авиационные подразделения. Японцы доставили 85 истребителей и бомбардировщиков на авиабазу в Рабаул, а США доставили дополнительно 23 истребителя и другие самолёты на Хендерсон-Филд. 20 сентября японцы имели в распоряжении в общей сложности 117 самолётов в Рабауле, а союзники 71 самолёт на Хендерсон-Филд. Война в воздухе продолжилась японским авианалётом на Гуадалканал 27 сентября, на отражение которого поднялись истребители флота и морской пехоты с Хендерсон-Филд.
Японцы немедленно начали готовиться к следующему наступлению на Хендерсон-Филд. 3-й батальон 4-го (Аоба) пехотного полка был высажен в бухте Камимбо на западной оконечности Гуадалканала 11 сентября — слишком поздно, чтобы он мог присоединиться к наступлению Кавагути. Поэтому теперь этот батальон присоединился к силам Оки у Матаникау. «Токийский экспресс» 14, 20, 21 и 24 сентября эсминцами доставил продовольствие и боеприпасы, а также 280 солдат 1-го батальона полка Аоба, к Камимбо на Гуадалканале. Тем временем японская 2-я и 38-я пехотные дивизии перебрасывались из Голландской Ост-Индии в Рабаул начиная с 13 сентября. Японцы планировали перебросить 17 500 солдат этих двух дивизий на Гуадалканал, чтобы начать следующее большое наступление на периметр Лунга, назначенное на 20 октября 1942 года.

## Бои в районе Матаникау

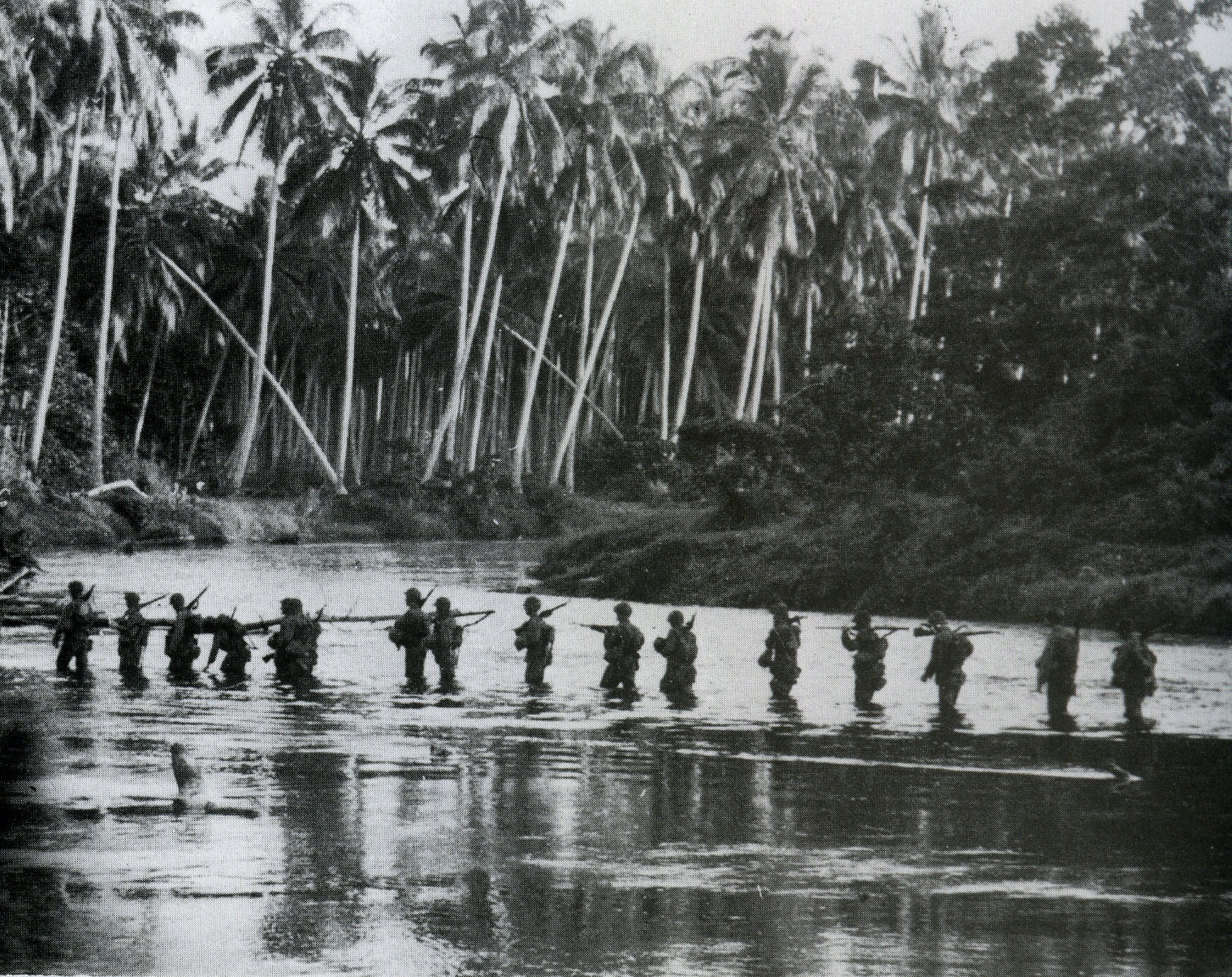
Патруль американской морской пехоты пересекает реку Матаникау на Гуадалканале в сентябре 1942

Вандегрифт и его штаб были уведомлены, что солдаты Кавагути отступили на запад к Матаникау и многочисленные разрозненные группы японских солдат были рассыпаны между периметром Лунга и рекой Матаникау. Поэтому Вандегрифт решил провести серию операций небольшими подразделениями в районе долины Матаникау. Целью этих операций была зачистка разрозненных групп японских солдат к востоку от Матаникау, чтобы предотвратить их соединение с основными силами японских войск в непосредственной близости от оборонительных позиций морской пехоты у мыса Лунга.
Первая наступательная операция морской пехоты на позиции японских сил к западу от Матаникау проходила с 23 по 27 сентября подразделениями трёх батальонов морской пехоты, но была отбита японскими войсками под командованием Акиносукэ Оки. Во время этой операции три роты морской пехоты были окружены японцами у мыса Крус к западу от Матаникау, понесли тяжёлые потери и с трудом ушли при поддержке эсминца США и десантных катеров Береговой охраны США.
Вторая операция проводилась с 6 по 9 октября большими силами морской пехоты, которая успешно форсировала реку Матаникау, атаковала недавно высадившихся солдат 2-й пехотной дивизии под командованием генералов Масао Маруямы и Юмио Насу и нанесла большой урон японскому 4-му пехотному полку. Вторая операция вынудила японцев отойти с позиций на восточном берегу Матаникау и усложнила японские приготовления к запланированному крупному наступлению на оборонительный периметр Лунга.
С 9 по 11 октября американский 1-й батальон 2-го полка морской пехоты совершил рейд на две небольшие японские заставы в 30 милях (48 км) к востоку от периметра Лунга в Гурабусу и Коилотумарию у бухты Эола. Во время рейда были уничтожены 35 японцев ценой жизни 17 морских пехотинцев и трёх моряков флота США

## Бой у мыса Эсперанс
В течение последней недели сентября и первой недели октября Токийский экспресс доставил солдат японской 2-й пехотной дивизии на Гуадалканал. Японский флот обещал поддержать планируемое армейское наступление не только доставкой войск, вооружения и продовольствия на остров, но и усилить борьбу с авиацией Хендерсон-Филд, отправив военные корабли на бомбардировку аэродрома.

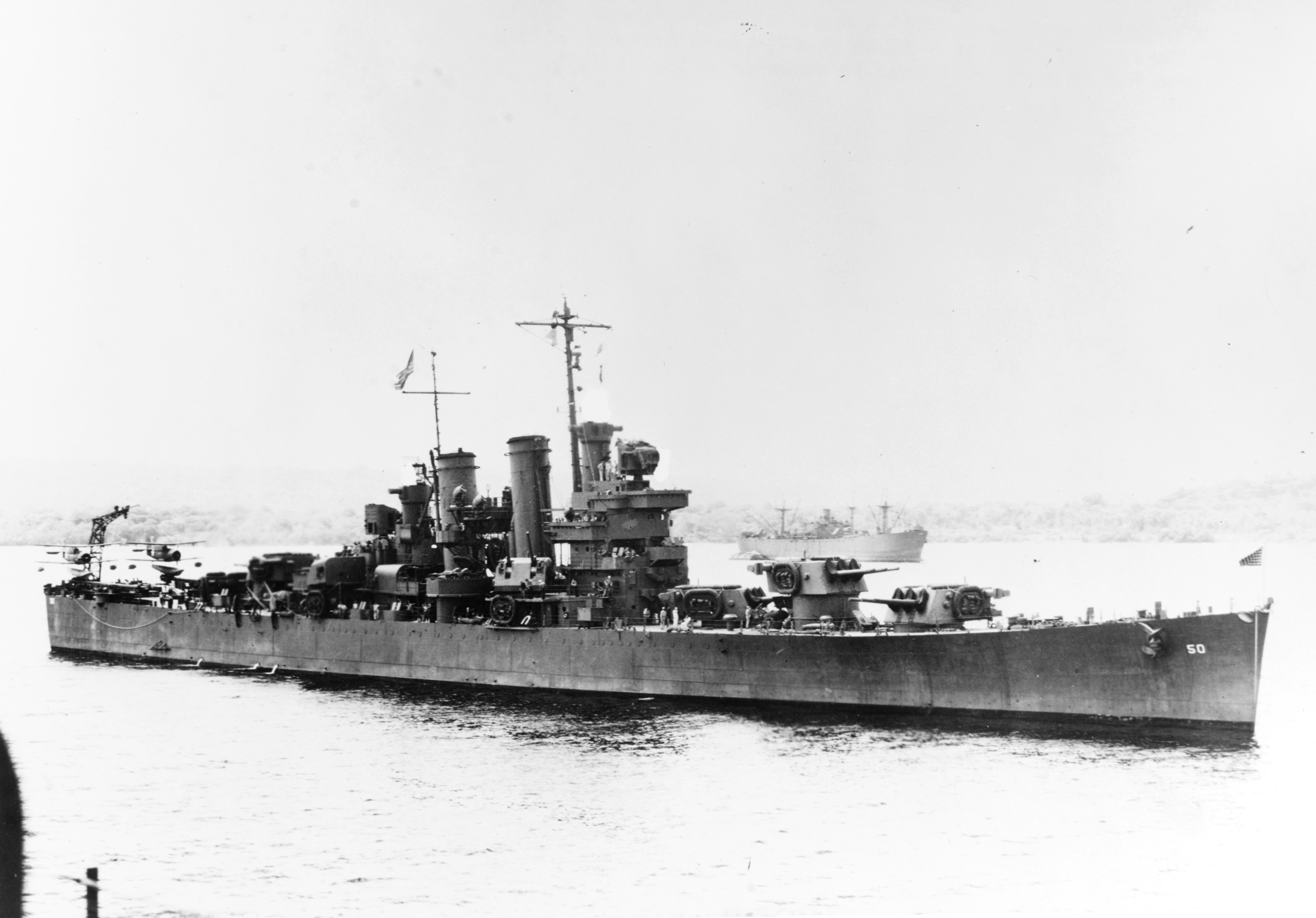
Крейсер Хелена, входивший в оперативное соединение 64, которым командовал Норман Скотт

Тем временем Миллард Ф. Хармон, командующий силами Армии США в южной части Тихого океана, убедил вице-адмирала Роберта Л. Гормли, командующего всеми силами Союзников в южной части Тихого океана, что морской пехоте на Гуадалканале необходимы немедленные подкрепления, чтобы Союзники могли уверенно защитить остров от будущего японского наступления. В результате 8 октября 2 837 солдат 164-го пехотного полка американской армии погрузились на транспорты в Новой Каледонии для переброски на Гуадалканал с предполагаемой датой прихода 13 октября. Для защиты транспортов, перевозящих 164-й полк на Гуадалканал, Гормли выделил соединение TF64, включавшее четыре крейсера и пять эсминцев под командованием контр-адмирала США Нормана Скотта, чтобы перехватывать и уничтожать любые корабли, приближающиеся к острову и угрожающие конвою.
Японский 8-й флот под командованием вице-адмирала Гунъити Микавы со штаб-квартирой в Рабауле подготовил большой и важный рейс Токийского экспресса, который должен был отправиться ночью 11 октября. Два гидроавианосца и шесть эсминцев должны были доставить 728 солдат, артиллерию и боеприпасы на Гуадалканал. В то же самое время, но в рамках отдельной операции, три тяжёлых крейсера и два эсминца под командованием контр-адмирала Аритомо Гото должны были провести бомбардировку Хендерсон-Филд специальными осколочными снарядами с целью уничтожения самолётов CAF и инфраструктуры аэродрома. Так как американский флот давно не пытался остановить рейсы Токийского экспресса на Гуадалканал, японцы этой ночью не ожидали противодействия надводного флота США.
Незадолго до полуночи корабли Скотта на радаре обнаружили, что эскадра Гото входит в пролив между островом Саво и Гуадалканалом. Корабли Скотта в этот момент находились в положении «палочки над Т» к японской колонне, которая ещё не обнаружила присутствия американцев. Открыв огонь, корабли Скотта затопили один из крейсеров Гото и один эсминец, тяжело повредив ещё один крейсер, смертельно ранив Гото, и заставили остальные корабли Гото отказаться от миссии бомбардировки и отступить. Во время артиллерийской перестрелки один из эсминцев Скотта затонул, повреждения получили один крейсер и ещё один эсминец. В то же самое время японский конвой успешно выгрузил подкрепления и снабжение на Гуадалканал и начал движение обратно, не обнаруженный кораблями Скотта. Позднее 12 октября четыре японских эсминца из конвоя снабжения были отправлены на помощь повреждённым кораблям Гото. Самолёты с Хендерсон-Филда затопили два из этих эсминцев. Американский конвой прибыл на Гуадалканал на следующий день и успешно выгрузил снабжение и пассажиров на остров.

## Бомбардировка линкорами аэродрома Хендерсон-Филд
Несмотря на поражение от американского флота у мыса Эсперанс, японцы продолжили приготовления к планируемому крупному наступлению на Гуадалканале, назначенному на конец октября. Японцы решили рискнуть и провести одноразовую доставку солдат и снабжения медленными транспортами, вопреки обычной тактике ночных доставок быстрыми военными кораблями. 13 октября конвой из шести грузовых судов и восьми эсминцев прикрытия вышел с Шортлендских островов на Гуадалканал. Конвой перевозил 4 500 солдат из 16-го и 230-го пехотных полков, морских пехотинцев, две батареи тяжёлой артиллерии и одну роту танков.

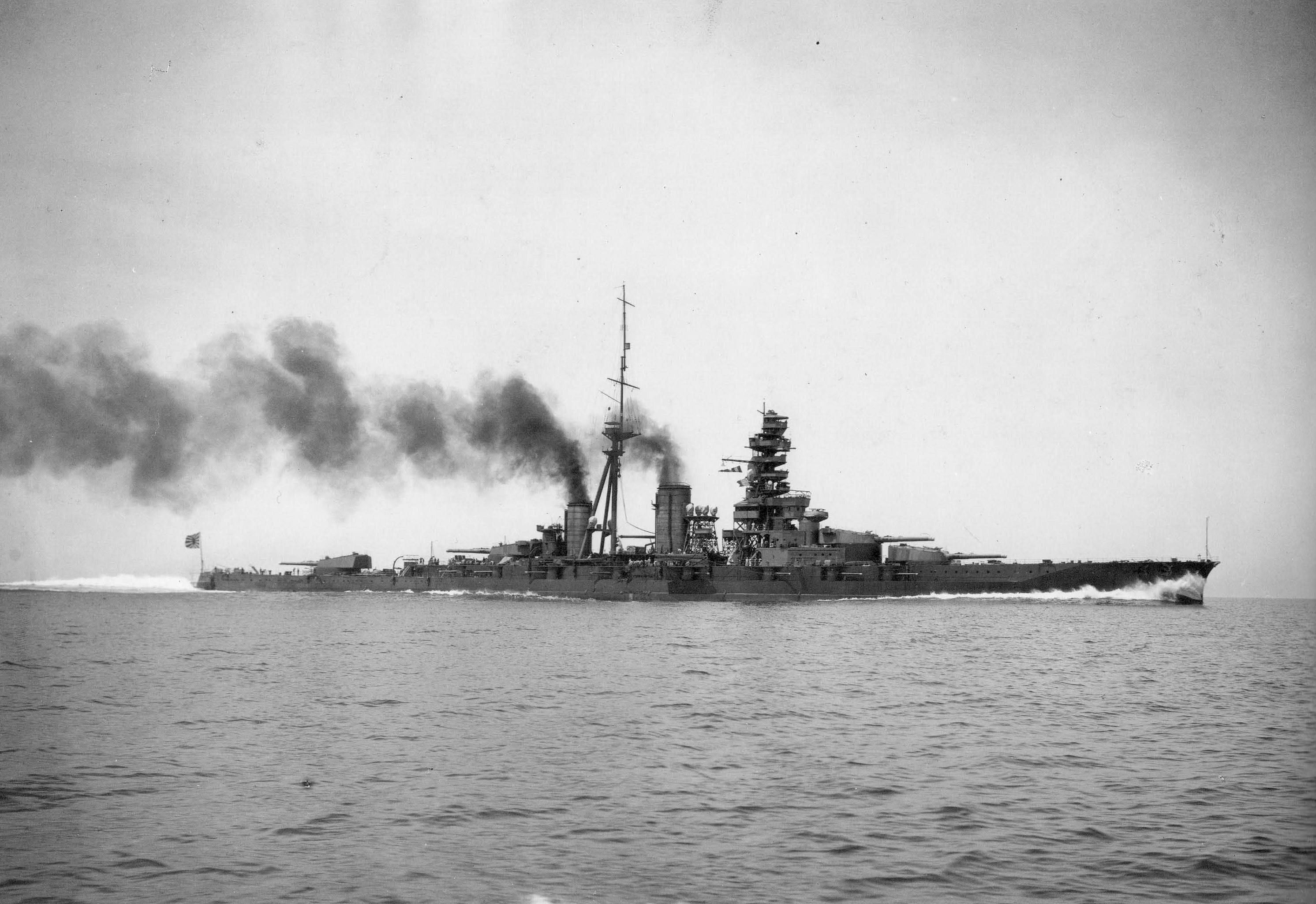
Линейный крейсер Харуна

Для защиты подходящего конвоя от атак ВВС Ямамото отправил два линкора с Трука на бомбардировку Хендерсон-Филда. В 01:33 14 октября линейные крейсера Конго и Харуна с эскортом из одного лёгкого крейсера и девяти эсминцев подошли к Гуадалканалу и открыли огонь по Хендерсон-Филду с дистанции 16 000 метров (17,500 ярдов). За 1 час 23 минуты оба линкора выпустили 973 14-дюймовых (356 мм) снарядов по периметру Лунга, большая их часть попала в площадь 2 200 квадратных метров аэродрома. Многие снаряды были осколочными, специально разработанными для уничтожения наземных целей. Бомбардировка нанесла тяжёлый урон обеим взлётно-посадочным полосам, уничтожила почти всё авиационное топливо, уничтожила 48 из 90 самолётов и убила 41 человека, в том числе шесть пилотов CAF. После бомбардировки линкоры немедленно вернулись к Труку.
Несмотря на большой урон, персонал авиабазы Хендерсон смог возобновить работу одной из взлётно-посадочных полос за несколько часов. 17 SBD и 20 Wildcat с Эспириту-Санто быстро перелетели на Хендерсон-Филд, а транспортные самолёты армии и морской пехоты начали доставку авиатоплива с Эспириту-Санто на Гуадалканал. Имея информацию о подходе большого японского конвоя с подкреплениями, американцы отчаянно пытались его остановить на подходе к Гуадалканалу. Используя топливо, слитое с уничтоженных самолётов и из запасов, замаскированных в джунглях, самолёты CAF дважды атаковали конвой 14 октября, но безуспешно.

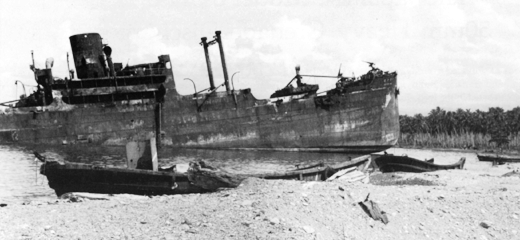
Японское грузовое судно, уничтоженное у Тассафаронга самолётами CAF 15 октября

Японский конвой достиг Тассафаронги на Гуадалканале в полночь 14 октября и начал разгрузку. В течение дня 15 октября самолёты CAF с Хендерсон-Филда бомбили и обстреливали разгружающиеся суда, уничтожив три транспорта. Оставшаяся часть конвоя ушла ночью, выгрузив все войска и около двух третей вооружений и продовольствия. Несколько японских тяжёлых крейсеров также провели бомбардировку аэродрома Хендерсон ночью 14 и 15 октября, уничтожив несколько самолётов CAF, но не нанеся дополнительного существенного ущерба для аэродрома.

## Битва за Хендерсон-Филд
С 1 по 17 октября японские конвои доставили 15 000 солдат, увеличив общую численность войск Хякутакэ до 20 000 человек, которые должны были принять участие в предстоящем наступлении. В связи с потерей позиций на восточном берегу Матаникау японцы решили, что атаковать американские оборонительные позиции вдоль берега будет предельно сложно. Поэтому Хякутакэ решил, что главное направление запланированного удара будет к югу от Хендерсон-Филда. Его 2-я дивизия (укреплённая одним полком 38-й дивизии) под командованием генерал-лейтенанта Масао Маруямы, насчитывающая 7000 солдат в трёх пехотных полках, состоявших из трёх батальонов каждый, получила приказ перейти через джунгли и атаковать американские оборонительные позиции к югу недалеко от восточного берега реки Лунга. Дата наступления была назначена на 22 октября, затем перенесена на 23 октября. Чтобы отвлечь внимание американцев от запланированной атаки с юга, тяжёлая артиллерия Хякутакэ и пять батальонов пехоты (около 2 900 человек) под командованием генерал-майора Тадаси Сумиёси должны были атаковать американские позиции с западной стороны вдоль прибрежного коридора. Японцы полагали, что численность американских солдат составляет только 10 тысяч человек, но фактически их было около 23 тысяч.

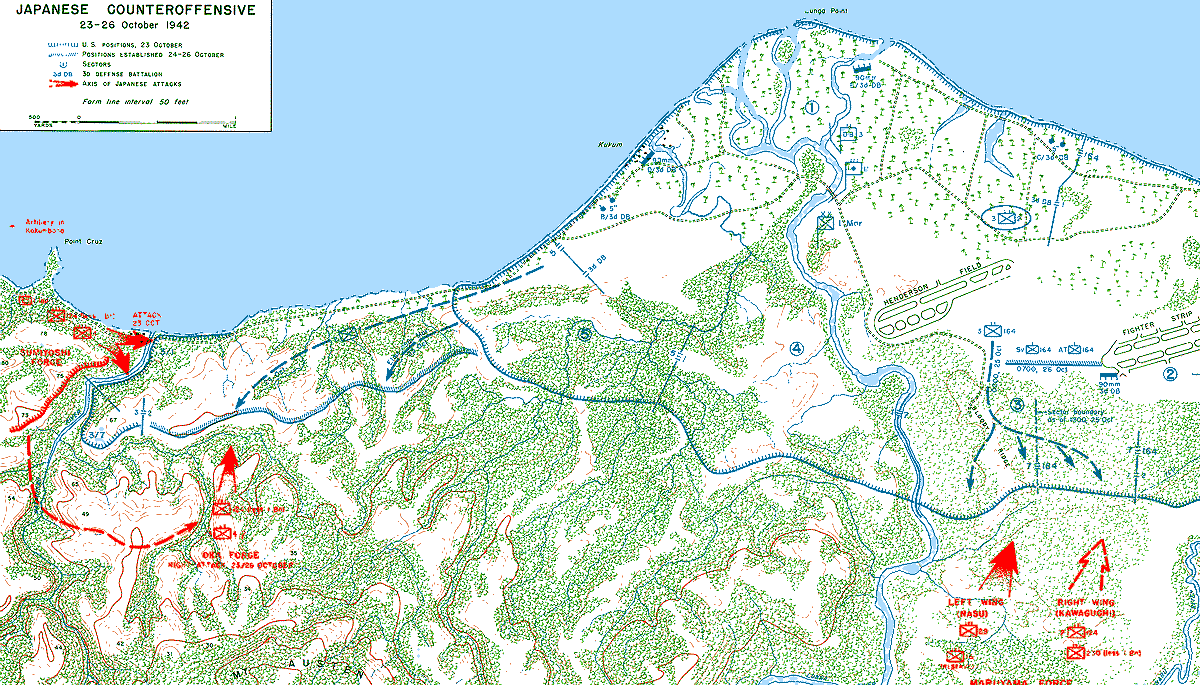
Карта сражения, 23-26 октября. Сумиёси и Ока наступают с запада у Матаникау (слева), а 2-я дивизия Маруямы наступает на периметр Лунга с юга (справа)

12 октября японская инженерная рота начала прокладывать тропу, получившую название «дорога Маруямы», от Матаникау к южной части периметра Лунга. Тропа проходила по участку длиной 15 миль (24 км) по наиболее труднопроходимой местности Гуадалканала, в том числе пересекая многочисленные реки и ручьи, глубокие, заполненные грязью ущелья, крутые горные хребты и густые джунгли. С 16 по 18 октября 2-я дивизия начала переход по дороге Маруямы.
23 октября войска Маруямы продвигались через джунгли к американским позициям. Вечером после получения информации, что силы правого и левого крыльев всё ещё находятся на пути к американским позициям, Хякутакэ отложил наступление на 19:00 24 октября. Американцы оставались в полном неведении о приближении сил Маруямы.
Сумиёси получил информацию от штаба Хякутакэ о переносе начала наступления на 24 октября, но не мог связаться с Накагумой, чтобы информировать его о задержке. Поэтому в темноте 23 октября два батальона 4-го пехотного полка Накагумы и девять танков 1-й отдельной танковой роты начали атаки на позиции морской пехоты в устье Матаникау. Огнём из гаубиц, пушек и стрелкового оружия морские пехотинцы отбили все атаки, уничтожив танки противника и убив многих японских солдат, в то время как потери морской пехоты были незначительными.
Вечером 24 октября войска Маруямы подошли к американскому оборонительному периметру Лунга.
Начиная с 24 октября в течение двух последующих ночей силы Маруямы провели многочисленные безрезультатные фронтальные атаки на позиции, которые оборонял 1-й батальон 7-го полка морской пехоты под командованием подполковника Чести Пуллера и 3-й батальон 164-го пехотного полка под командованием Роберта Холла. Винтовки, пулемёты, миномёты, артиллерия и огонь прямой наводкой картечью 37-мм противотанковых пушек «устроили ужасную резню» среди солдат Насу. Несколько мелких групп солдат Насу прорвали американскую оборону, в том числе группа под командованием полковника Фуримии, но все они были выслежены и убиты в течение нескольких последующих дней. Более 1500 солдат Маруямы погибли во время атак, а американцы потеряли только 60 человек убитыми. В эти же самые два дня американская авиация с Хендерсон-Филда держала оборону против атак японских самолётов и кораблей, уничтожив 14 самолётов и затопив лёгкий крейсер.

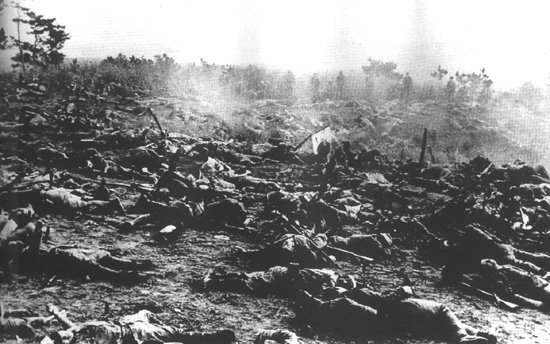
Мёртвые солдаты японской 2-й дивизии, лежащие на поле боя после провала наступления на позиции морской пехоты США, 25—26 октября 1942 года

Последующие атаки у Матаникау 26 октября также были отражены с большими потерями для японцев. Поэтому в 08:00 26 октября Хякутакэ приказал прекратить все атаки и отступить. Примерно половине уцелевших войск Маруямы было приказано отойти к западу от района Матаникау, а 230-й пехотный полк под командованием полковника Тосинари Сёдзи был отправлен к мысу Коли к востоку от периметра Лунга. Передовые подразделения 2-й дивизии достигли штаб-квартиры 17-й армии в Кокумбоне к западу от Матаникау 4 ноября. В этот же день подразделение Сёдзи подошло к мысу Коли и разбило лагерь. Сильно пострадавшая вследствие боевых потерь, ранений, недоедания и тропических болезней, 2-я дивизия утратила способность вести дальнейшее наступление и всю дальнейшую кампанию вела только оборонительные бои. В общей сложности  в сражении японцы потеряли от 2200 до 3000 солдат, а американские потери составили всего около 80 убитыми.

## Бой у островов Санта-Крус
В то же самое время, когда войска Хякутакэ вели наступление на периметр Лунга, японские авианосцы в сопровождении других крупных военных кораблей под общим командованием Исороку Ямамото выдвинулись на позиции у южных Соломоновых островов. В этом месте японский флот рассчитывал встретиться в бою и нанести сокрушительное поражение силам флота Союзников (преимущественно США), в первую очередь авианосным силам, что было приурочено к сухопутному наступлению Хякутакэ. Авианосные силы Союзников в этом регионе, которым командовал Уильям Хэлси, также хотели встречи с японским флотом в бою. 18 октября адмирал Честер Нимиц, главнокомандующий тихоокеанскими силами союзников, заменил вице-адмирала Роберта Л. Гормли на вице-адмирала Уильяма Хэлси-младшего на посту командующего в южной части Тихого океана. Нимиц почувствовал, что Громли стал слишком осторожен и пессимистично настроен, чтобы эффективно командовать силами союзников в борьбе за Гуадалканал.

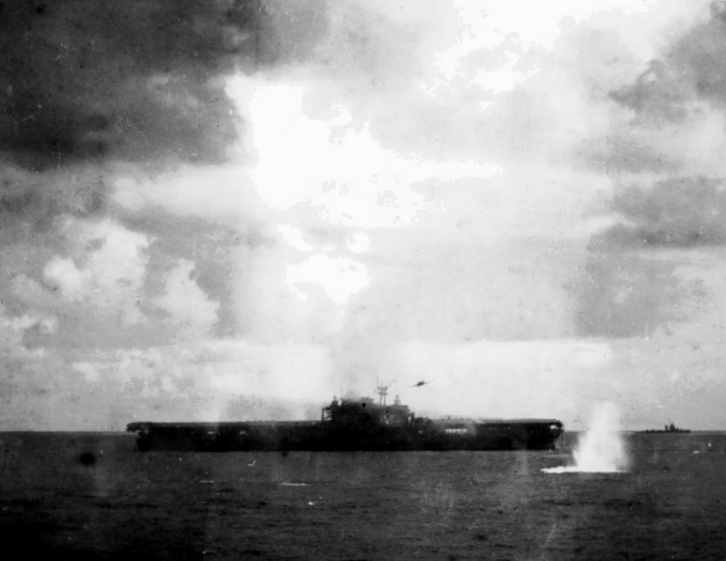
Хорнет, торпедированный и получивший критические повреждения от самолётов японских авианосцев 26 октября

Два противостоящих авианосных соединения встретились утром 26 октября, и это сражение вошло в историю как бой у островов Санта-Крус. После обмена ударами самолётов с авианосцев, корабли Союзников были вынуждены отойти с поля боя с потерей одного авианосца (Хорнет) и тяжёло повреждённым другим (Энтерпрайз). Японское авианосное соединение, однако, тоже отступило в связи с тяжёлыми потерями в самолётах и экипажах, а также из-за повреждений обоих авианосцев. Несмотря на убедительную тактическую победу, учитывая затонувшие и повреждённые корабли, японцы потеряли много незаменимых опытных лётчиков-ветеранов, что обернулось долгосрочным стратегическим преимуществом для Союзников, чьи потери в экипажах в бою были относительно меньшими. Японские авианосцы более не играли существенной роли в кампании.

## Сухопутные операции в ноябре
Для того, чтобы воспользоваться результатами победы в сражении за Хендерсон-Филд, Вандегрифт отправил шесть батальонов морской пехоты, а затем и армейский батальон, в ещё одно наступление на запад от Матаникау. Операцией командовал Мерритт Эдсон, перед которым было поставлена цель: захватить деревню Кокумбона к западу от мыса Крус, где находилась штаб-квартира 17-й армии. Район мыса Крус оборонял 4-й пехотный полк, которым командовал Номасу Накагума. Этот полк был серьёзно ослаблен боевыми потерями, тропическими болезнями и недоеданием.

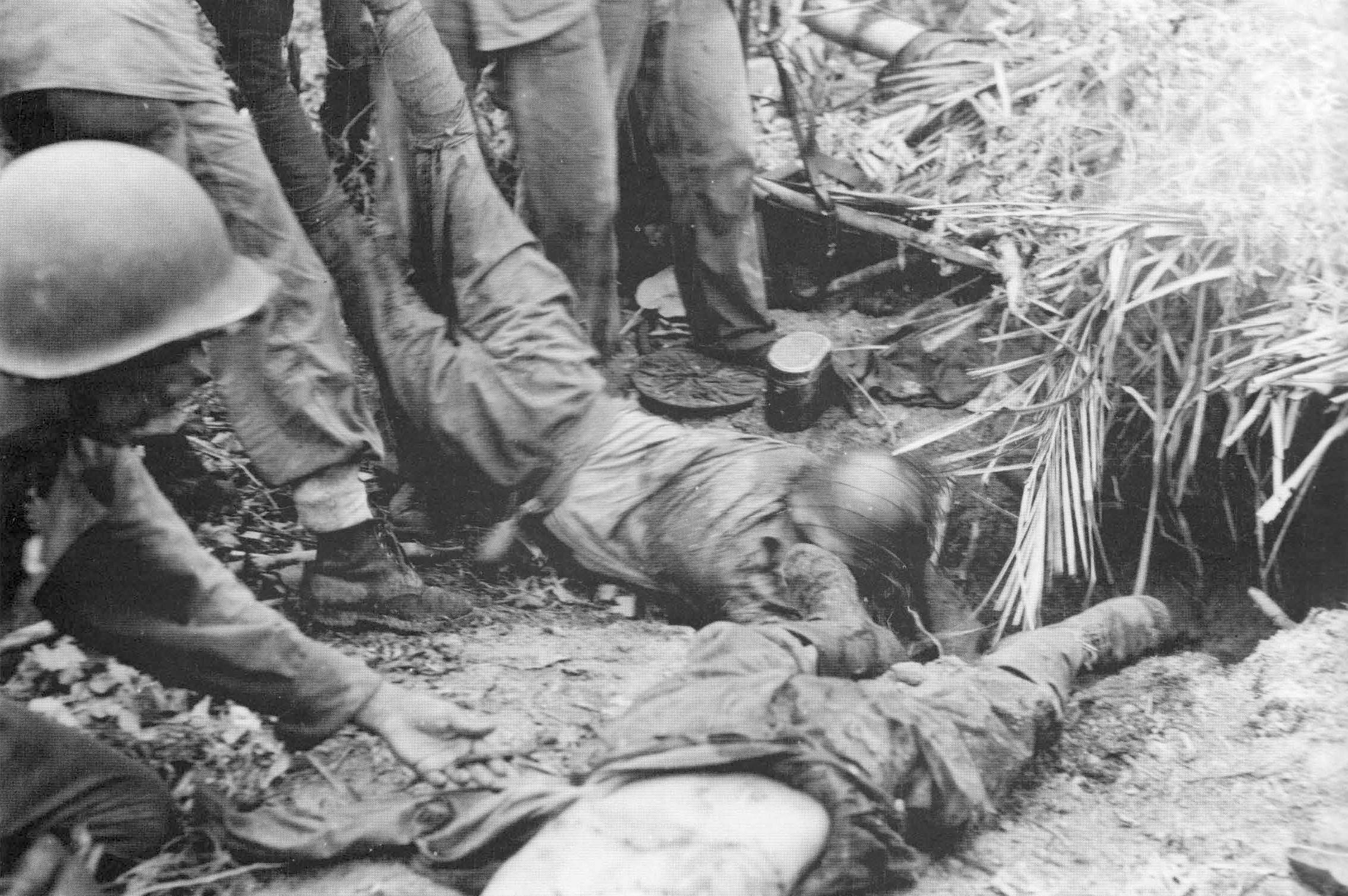
Морские пехотинцы оттаскивают тела мёртвых японских солдат от их бункера у мыса Крус после сражения в начале ноября

Американские войска наступление начали 1 ноября и, столкнувшись с некоторыми трудностями, уничтожили японские силы, оборонявшие район мыса Крус 3 ноября, включая арьергард из солдат, присланных на подкрепление ослабленного полка Накагумы. Американцы были близки к прорыву японской обороны и захвату Кокумбоны. В то же самое время, однако, другие американские военные части обнаружили и вступили в бой с только что высаженными войсками у мыса Коли с восточной стороны от периметра Лунга. С учётом новой угрозы Вандегрифт 4 ноября временно приостановил наступление за Матананикау. Американцы потеряли 71, а японцы около 400 убитыми во время операции.
Рано утром 3 ноября пять японских эсминцев доставили к мысу Коли 300 солдат для подкрепления подразделения Содзи, который направлялся к мысу Коли после поражение в битве за Хендерсон-Филд. Получив информацию о планируемой высадке, Вандегрифт отправил батальон морской пехоты под командованием Германа Ханнекена на перехват японских войск к мысу Коли. Вскоре после высадки японские солдаты обнаружили подразделение Ханнекена и отбросили его обратно к периметру Лунга. В ответ Вандегрифт приказал батальону морской пехоты Пуллера и двум батальонам 164-го пехотного полка вместе с батальоном Ханнекена отправиться к мысу Коли и атаковать японские войска.
К тому моменту, как американские войска пришли в движение, Солдаты Сёдзи стали прибывать к мысу Коли. Начиная с 8 ноября американские войска предпринимали попытку окружить войска Сёдзи у бухты Гавада у мыса Коли. Тем временем Хякутакэ приказал Сёдзи оставить позиции у мыса Коли и присоединиться к японским войсками у Кокумбоны в районе Матаникау. Японские войска использовали брешь в американском кольце, которую не успели закрыть в южной части болотистой бухты. С 9 по 11 ноября Сёдзи с 2000-3000 своими солдатами ушли на юг в джунгли. 12 ноября американцы полностью захватили японские позиции и уничтожили всех оставшихся японских солдат, попавших в котёл. Американцы насчитали 450—475 мёртвых японских тел у мыса Коли и захватили большую часть тяжёлого вооружения и продовольствия Сёдзи. Американские войска потеряли 40 человек убитыми и 120 ранеными в операции.

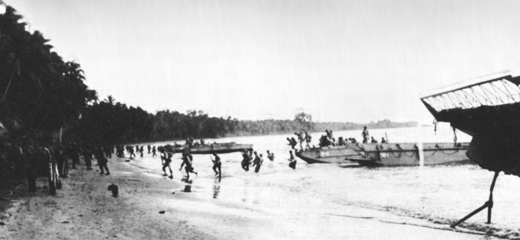
Рейдеры Карлсона высаживаются на берег в бухте Эола 4 ноября

Тем временем, 4 ноября, две роты из 2-го батальона рейдеров морской пехоты под командованием подполковника Эванса Карлсона высадились с катеров в бухте Эола в 40 милях (64 км) от мыса Лунга. Рейдеры Карлсона вместе с солдатами 147-го пехотного полка должны были обеспечить безопасность 500 военных инженеров, которые были отправлены для строительства аэродрома в этом месте. Хэлси, действуя по совету Тёрнера, одобрил строительства аэродрома в бухте Эола. Однако впоследствии к концу ноября это строительство было прекращено в связи с непригодностью местности.
5 ноября Вандегрифт приказал Карлсону и его рейдерам отправиться по суше от бухты Эола и атаковать любые войска Сёдзи, которые ушли от мыса Коли. Вместе в другими ротами своего батальона, которые прибыли несколькими днями позже, Карлсон и его рейдеры осуществили 29-дневный патруль от мыса Эола к периметру Лунга. Во время патруля рейдеры провели несколько крупных боёв с отступающими солдатами Сёдзи, убив около 500 из них и потеряв только 16 человек убитыми. Кроме потерь непосредственно от атак рейдеров Карлсона, тропические болезни и недостаток продовольствия положил многих солдат Сёдзи. К тому времени, когда в середине ноября подразделение Сёдзи было в районе реки Лунга на полпути к Матаникау, только 1300 солдат оставалось в подразделении. Когда Сёдзи достиг позиций 17-й армии к западу от Матаникау, только 700—800 уцелевших солдат пришли с ним. Большая часть уцелевших солдат Сёдзи присоединилась к другим японским подразделениями, защищавшим гору Остин и верхнее течение реки Матаникау.
Токийский экспресс 5, 7 и 9 ноября доставил дополнительные войска японской 38-й пехотной дивизии, включая большую часть 228-го пехотного полка, на Гуадалканал. Свежие войска в скором времени заняли оборону у мыса Крус и в районе Матаникау и успешно отражали атаки американских войск 10 и 18 ноября. Американцы и японцы держали укреплённые линии обороны друг напротив друга западнее мыса Крус в течение последующих шести недель.

## Морское сражение за Гуадалканал
После поражения в битве за Хендерсон-Филд японская армия запланировала ещё одну попытку отбить аэродром Хендерсон в ноябре 1942 года, но для продолжения операции требовались новые подкрепления. Командование японской армии обратилось к Ямамото за помощью в доставке необходимых подкреплений на остров и поддержки нового наступления. Ямамото предоставил 11 больших транспортных судов для перевозки 7000 солдат 38-й пехотной дивизии, боеприпасов, продовольствия и тяжёлого вооружения из Рабаула на Гуадалканал. Кроме того, он предоставил крупные артиллерийские корабли, в том числе два линейных крейсера, для прикрытия высадки. Два линкора, Хиэй и Кирисима, вооружённые специальными осколочными снарядами, были отправлены на бомбардировку аэродрома Хендерсон в ночь с 12 на 13 ноября, чтобы уничтожить самолёты, которые представляли угрозу для медленных больших транспортов на подходе к Гуадалканалу и во время разгрузки. Соединением кораблей, флагманом которого был Хиэй, был назначен недавно повышенный в звании вице-адмирал Хироаки Абэ.

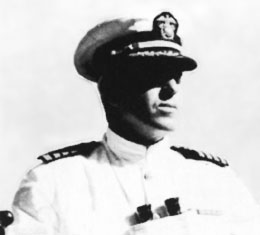
Американский контр-адмирал Дэниел Каллаган

В начале ноября военная разведка Союзников получила сведения, что японцы готовят новое наступление на Хендерсон-Филд. Поэтому американское командование отправило на Гуадалканал 11 ноября оперативное соединение TF 67, конвой с крупными подкреплениями и сменой подразделений морской пехоты, двумя армейскими батальонами, боеприпасами и продовольствием под командованием Тёрнера. Транспортные суда прикрывали два оперативных соединения, которыми командовали контр-адмиралы Дэниел Каллаган и Норман Скотт, а также авиация Хендерсон-Филд Корабли были атакованы несколько раз 11 и 12 ноября японскими самолётами из Рабаула и Буина, но большая часть из них разгрузилась без серьёзных повреждений.
Разведывательный самолёт Союзников обнаружил подходящую бомбардировочную эскадру Абэ и передал сообщение об этом командованию Союзников. Предупреждённый, Тёрнер передал все боевые корабли под командование Каллагана для защиты солдат на берегу от ожидаемой атаки японского флота и десанта и приказал грузовым судам у Гуадалканала отбыть вечером 12 ноября. Силы Каллагана составили два тяжёлых крейсера, три лёгких крейсера и восемь эсминцев.
Около 01:30 13 ноября, корабли Каллагана обнаружили бомбардировочное соединение Абэ между Гуадалканалом и островом Саво. Кроме двух линейных кораблей, в эскадру Абэ входили лёгкий крейсер и 11 эсминцев. В почти полной темноте два соединения артиллерийских кораблей ещё до открытия огня смешались и корабли оказались в непосредственно близости друг друга. В результате боя линкоры Абэ затопили либо серьёзно повредили все корабли кроме одного крейсера и одного эсминца соединения Каллагана, Каллаган и Скотт погибли. Два японских эсминца затонули, ещё один эсминец и Хиэй получили тяжёлые повреждения. Несмотря на разгром сил Каллагана, Абэ приказал своим кораблям отступить без бомбардировки Хендерсон-Филд. Хиэй затонул позже днём после нескольких атак самолётов с аэродрома Хендерсон-Филд и авианосца Энтерпрайз. В связи с неудачей Абэ в нейтрализации Хендерсон-Филд Ямамото приказал большому войсковому конвою под командованием Рэйдзо Танаки остановиться у Шортлендских островов и подождать один день перед тем, как продолжить движение к Гуадалканалу. Ямамото приказал Нобутакэ Кондо провести ещё одну бомбардировку Хендерсон-Филд силами артиллерийских кораблей с Трука и соединения Абэ 15 ноября.
В то же самое время около 02:00 14 ноября крейсер и эсминец эскадры Дзюнъити Микавы из Рабаула провели бомбардировку Хендерсон-Филд, не встретив сопротивления со стороны Союзников. Бомбардировка нанесла некоторый ущерб, но не смогла остановить работу аэродрома или большей части самолётов. В то время, как силы Микавы возвращались в Рабаул, транспортный конвой Танаки, уверенного, что Хендерсон-Филд на этот раз разрушен или тяжело повреждён, начал движение по проливу Слот к Гуадалканалу. В течение 14 ноября самолёты с Хендерсон-Филд и Энтерпрайза атаковали корабли Микавы и Танаки, затопив тяжёлый крейсер и семь транспортов. Полёты американских самолётов с Хендерсон-Филд были возможны только в результате использования 488 55-галлонных (208-литровых) бочек 100-октанового топлива, которые был спрятаны и замаскированы в джунглях моряком подразделения Куб-1 Августом Мартелло.
Большая часть солдат с тонущих транспортов была спасена эсминцами эскорта Танаки и вернулась на Шортлендские острова. После наступления темноты Танака и четыре оставшихся транспорта продолжили движение к Гуадалканалу, в то время как соединение Кондо подходило к Гуадалканалу для бомбардировки Хендерсон-Филд.

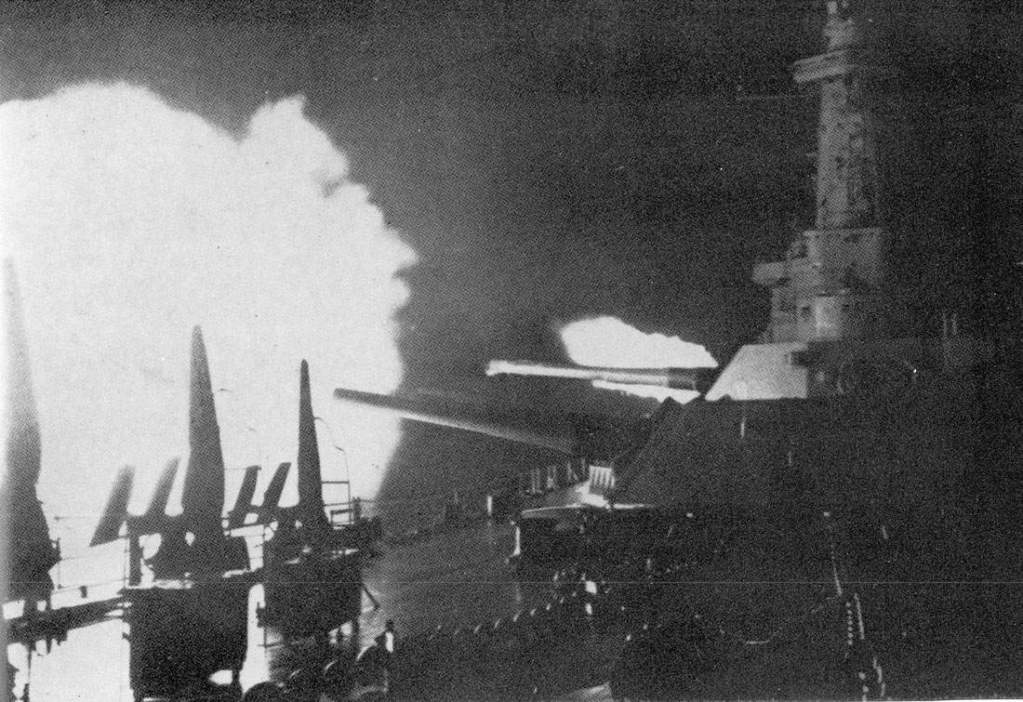
Американский линкор Вашингтон ведёт огонь по Кирисиме во время боя 15 ноября

Приказав перехватить корабли Кондо, Хэлси, который испытывал недостаток в неповреждённых кораблях, отправил на перехват два линкора, Вашингтон и Саут Дакота и четыре эсминца из группы эскорта Энтерпрайза. Американское соединение под командованием адмирала Уиллиса Ли на Вашингтоне подошло к проливу между Гуадалканалом и Саво незадолго до полуночи 14 ноября, прямо перед прибытием бомбардировочной эскадры Кондо. В состав эскадры Кондо входили Кирисима и два тяжёлых крейсера, два лёгких крейсера и девять эсминцев. После того, как обе эскадры обнаружили друг друга, корабли Кондо быстро затопили три американских эсминца и тяжело повредили четвёртый. Затем японские корабли обнаружили и открыли огонь по Саут Дакоте. Так как корабли Кондо сосредоточили всё своё внимание на Саут Дакоте, Вашингтон подошёл к японским кораблям необнаруженным и открыл огонь по Кирисиме, за короткое время попав по японскому линкору из орудий главного калибра и нанеся критические повреждения. После бесплодного преследования Вашингтона, направившегося в сторону островов Рассела, Кондо приказал своим кораблям отступить без бомбардировки Хендерсон-Филд. Один из эсминцев Кондо также затонул в результате боя.
После отступления кораблей Кондо четыре японских транспорта выбросились на берег у Тассафаронги на Гуадалканале в 04:00 и быстро начали разгрузку. В 05:55 американская авиация и артиллерия начали обстреливать выброшенные на берег транспорты, уничтожив все четыре транспорта с почти всеми грузами на их борту. Только 2000-3000 солдата высадились на берег. В связи с провалом доставки большей части подкреплений, вооружений и снабжения японцы отказались от планов ноябрьского наступления на Хендерсон-Филд.
26 ноября генерал-лейтенант Хитоси Имамура принял командование над недавно созданной японской 8-й сухопутной армией в Рабауле. Под новым командованием оказались армии Хякутакэ: 17-я на Соломоновых островах и 18-я на Новой Гвинее. Одной из приоритетных задач перед объединённым командованием Имамуры стало возобновление попыток вернуть Хендерсон-Филд и Гуадалканал. Однако наступление союзников в Буне в Новой Гвинее изменило приоритеты Имамуры. Так как успехи Союзников в Буне непосредственно создали угрозы Рабаулу, Имамура приостановил отправления конвоев снабжения на Гуадалканал до разрешения ситуации в Новой Гвинее.

## Бой у Тассафаронга
Японцы продолжали испытывать проблемы с доставкой снабжения для своего контингента на Гуадалканале. Попытки организовать доставку исключительно подводными лодками в течение двух последних недель ноября оказались безуспешными ввиду невозможности доставить необходимые объёмы продовольствия войскам Хякутакэ. Попытка создать базы снабжения на центральных Соломоновых островах, чтобы организовать конвои барж на Гуадалканал, также провалилась из-за разрушительных атак авиации Союзников. 26 ноября 17-я армия уведомила Имамуру, что положение с продовольствием на острове стало критическим. Некоторые передовые подразделения не получали пищи уже шесть дней и даже солдаты арьергарда были на одной трети рациона. Ситуация вынудила японцев вернуться к практике доставки снабжения эсминцами.

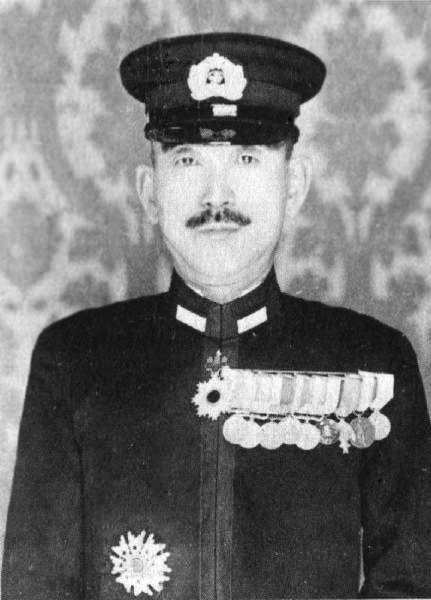
Рэйдзо Танака

Штаб 8-го флота разработал план увеличения возможностей снабжения эсминцами войск на Гуадалканале. Большие цистерны из-под масла или топлива очищали и заполняли медикаментами и провизией, оставляя достаточно места для воздуха, чтобы обеспечить плавучесть, и связывали канатами. Когда эсминцы подходили к Гуадалканалу, они делали резкий разворот, цистерны падали в воду и их подбирали пловцы или солдаты на лодке, которые, потянув за конец каната, могли подтащить все бочки к берегу, где солдаты вытаскивали все продовольствие.
Группа подкрепления 8-го японского флота под командованием контр-адмирала Райдзо Танаки, базировавшаяся на Шортлендских островах, получила приказ Микавы совершить первый из пяти запланированных рейсов по новой технологии ночью 30 ноября. Подразделение Танаки, отправленное к мысу Тассафаронга на Гуадалканале, включало восемь эсминцев 2-го дивизиона эскадренных миноносцев, из которых на шесть эсминцев было погружено от 200 до 240 бочек со снабжением.
Получив разведывательную информации об отправке японского конвоя со снабжением, Хэлси приказал только что сформированному оперативному соединению TF67, состоящему из четырёх крейсеров и четырёх эсминцев под командованием контр-адмирала Карлетона Райта, отправиться на перехват соединения Танаки у Гуадалканала. Ещё два эсминца присоединились к соединению Райта во время перехода на Гуадалканал от Эспириту-Санто днём 30 ноября.
В 22:40 30 ноября соединение Танаки прибыло к Гуадалканалу и приготовилось к выгрузке бочек со снабжением. В то же самое время корабли Райта подошли через пролив Железное Дно с противоположной стороны. Эсминцы Райта обнаружили соединение Танаки на радаре, и капитан эсминца запросил разрешение на торпедную атаку. Райт выждал четыре минуты до того, как дал разрешение, что дало кораблям Танаки время, чтобы выйти из радиуса оптимальной дальности торпедного залпа. Все американские торпеды прошли мимо целей. В то же самое время крейсера Райта открыли огонь, быстро попав в один из японских эсминцев прикрытия и затопив его. Остальные корабли Танаки прекратили миссию снабжения, увеличили скорость, развернулись и выпустили в общей сложности 44 торпеды в направлении крейсеров Райта.
Японские торпеды поразили и затопили американский крейсер Нортхэмптон и тяжело повредили крейсера Миннеаполис, Нью-Орлеан и Пенсакола. Остальные эсминцы Танаки ушли, не получив повреждений, но не смогли доставить продовольствие на Гуадалканал.
С 7 декабря 1942 года войска Хякутакэ ежедневно теряли около 50 человек от недоедания, болезней и боевых действий. Последующие попытки соединения Танаки доставить продовольствие 3, 7 и 11 декабря не смогли облегчить продовольственный кризис, а один из эсминцев Танаки затонул от торпеды американского торпедного катера.

## Решение японцев об эвакуации
12 декабря командование японского флота предложило покинуть Гуадалканал. В то же самое время несколько армейских офицеров Генерального штаба Вооружённых сил Японии также пришли к выводу, что продолжение операций по возвращению Гуадалканала невозможно. 19 декабря делегация офицеров Генерального штаба, которой руководил полковник армии Дзёитиро Санада, глава операционного отдела, прибыла в Рабаул к Имамуре для выработки стратегического и тактических планов относительно Новой Гвинеи и Гуадалканала. Санада вернулся в Токио 25 декабря и рекомендовал Генеральному штабу немедленно оставить Гуадалканал и отдать приоритет и все ресурсы кампании в Новой Гвинее. Верховное командование Генерального штаба приняло рекомендации Санады 26 декабря и приказало готовить черновой план экакуации с Гуадалканала и организации новой линии обороны на центральных Соломоновых островах.
28 декабря генерал Хадзимэ Сугияма и адмирал Осами Нагано лично информировали Императора Хирохито о решении вывести войска с Гуадалканала. 31 декабря Император формально утвердил это решение. Японцы в состоянии полной секретности начали готовить эвакуацию, которая получила название Операция Кэ, которая должна была начаться в конце января 1943 года.

## Бои за гору Остин, Скачущая Лошадь и Морской Конёк

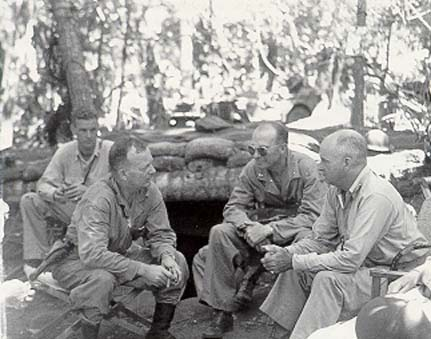
Генерал-майор армии США Александер Патч (в центре) принимает командование у Вандегрифта (справа) 9 декабря 1942 года.

В декабре 1-я дивизия морской пехоты США, находящаяся на острове с момента высадки, была эвакуирована с острова, и все последующие месяцы в боевых операциях на острове принимал участие XIV корпус. В этот корпус вошли 2-я дивизия морской пехоты, 25-я пехотная дивизия и дивизия Америкал. Генерал-майор армии США Александер Патч сменил Вандегрифта на посту командующего всем контингентом Союзников на Гуадалканале, который в январе насчитывал уже более 50 тысяч человек.
18 декабря войска Союзников (главным образом армия США) начали наступление на японские позиции на горе Остин. Хорошо организованная японская система укреплений, названная Гифу, сдерживала атаки американцев, пока 4 января наступление не приостановилось.
Союзники возобновили наступление 10 января, снова атаковав гору Остин, а также близлежащие холмы Скачущая Лошадь и Морской Конёк. Испытывая определённые трудности, союзники захватили все три высоты 23 января. В то же самое время американские морские пехотинцы продвинулись вдоль северного берега острова, захватив значительные территории. Американцы потеряли около 250 человек убитыми в этой операции в то время как японцы потеряли убитыми около 3000 человек.

## ЭвакуацияКэ
14 января Токийский экспресс доставил батальон солдат, который должен был прикрывать арьергард эвакуации Кэ. Вместе с батальоном на остров прибыл офицер штаба из Рабаула, который доставил приказ и план эвакуации Хякутакэ. В то же самое время японские военные корабли и самолёты были переведены на позиции в районе Бугенвиля и Рабаула и приведены в готовность прикрывать эвакуацию. Разведка Союзников обнаружила японские перемещения, но они ошибочно были приняты за подготовку нового наступления с целью возврата Хендерсон-Филд и Гуадалканала.

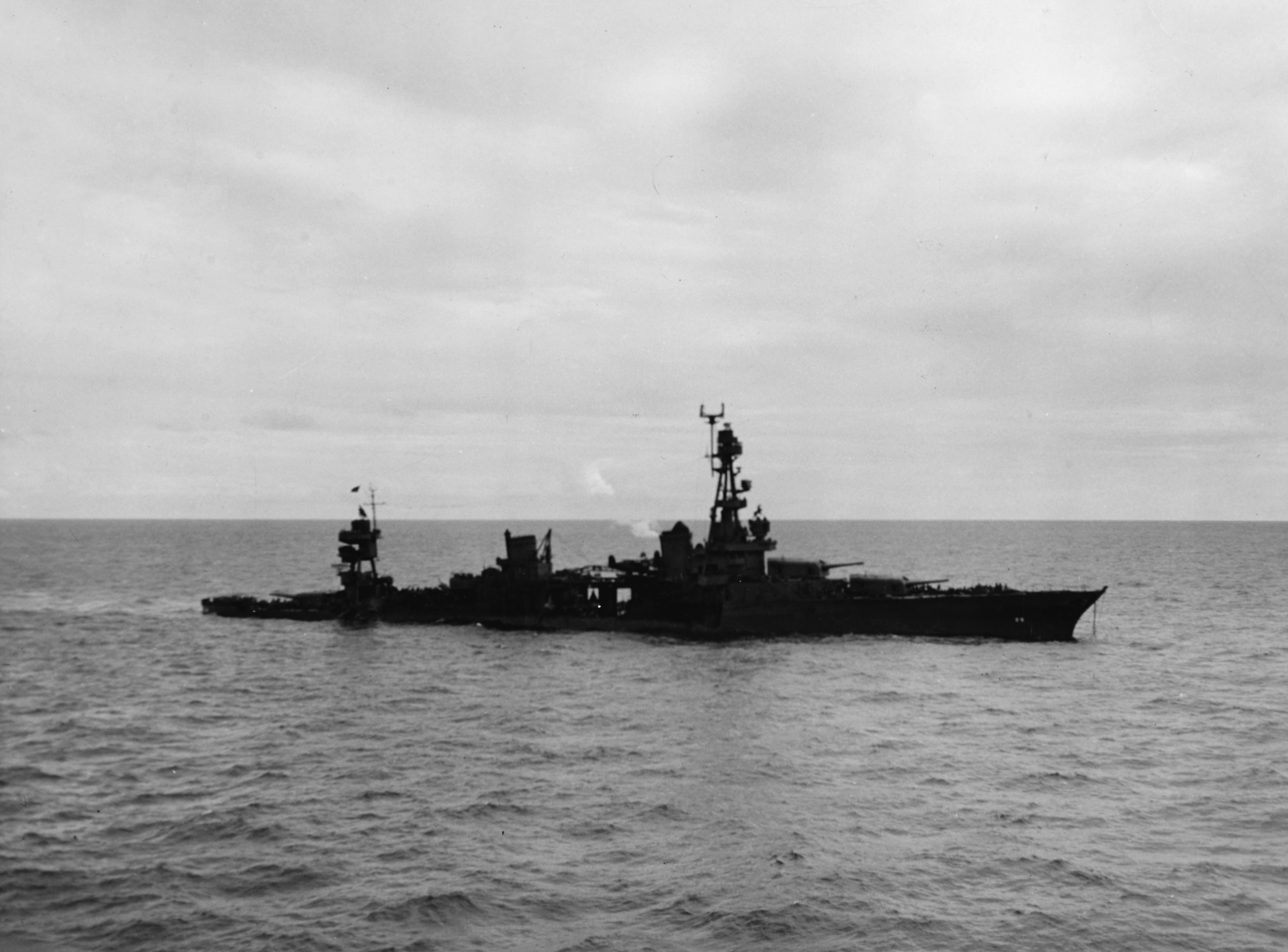
Чикаго, погрузившийся в воду утром 30 января 1943 в результате повреждений от торпеды, полученных предыдущей ночью.

Патч, обеспокоенный сведениями о возможном японском наступлении, отправил только относительно небольшую часть своих войск на поддержку медленно продвигающегося наступления на позиции японских войск. 29 января Хэлси, основываясь на тех же разведданных, отправил конвой с подкреплениями на Гуадалканал под прикрытием оперативного соединения крейсеров. Обнаружив крейсерское соединение, японские торпедоносцы атаковали оперативное соединение этим же вечером и тяжело повредили американский крейсер Чикаго. На следующий день торпедоносцы снова атаковали и затопили Чикаго. Хэлси приказал оставшимся кораблям соединения вернуться на базу и направился с основными силами в Коралловое море, к югу от Гуадалканала, готовый отразить атаку крупных надводных сил.
В то же самое время японская 17-я армия отступала к западному берегу Гуадалканала, пока арьергард сдерживал американское наступление. Ночью 1 февраля 20 эсминцев 8-го флота Микавы под командованием Синтаро Хасимото успешно вывезли 4935 солдат, главным образом из 38-й дивизии, с острова. Японцы и американцы потеряли по одному эсминцу в результате воздушных и морских атак во время миссии эвакуации.
Ночами 4 и 7 февраля Хасимото на своих эсминцах завершил эвакуацию большей части оставшихся японских войск с Гуадалканала. Кроме нескольких воздушных атак, силы Союзников, всё ещё ожидающие большого японского наступления, не попытались сорвать эвакуационные рейсы Хасимото. В общей сложности японцы успешно вывезли 10652 солдат с Гуадалкнала. 9 февраля Патч обнаружил, что японцы ушли с острова и объявил о полном контроле Союзников над Гуадалканалом, завершив кампанию.

## Последующие события

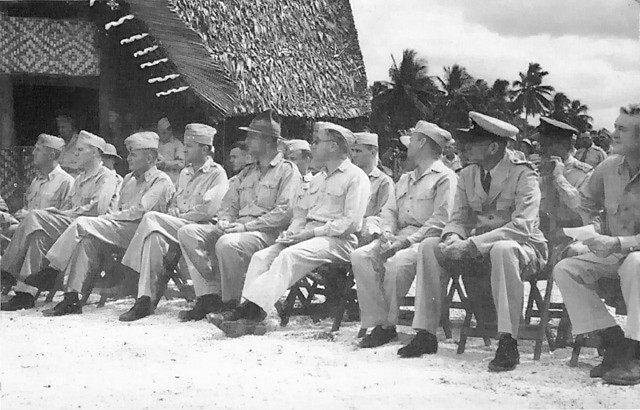
Сбор командиров Союзников на Гуадалканале в августе 1943 года для планирования следующего наступления Союзников на Соломоновых островах, части Операции «Картвил»

После отступления японцев Гуадалканал и Тулаги были развиты в крупные базы, которые оказывали поддержку Союзникам в боевых действиях на остальных островах архипелага Соломоновых островов. Кроме Хендерсон-Филд, две дополнительные взлётно-посадочные полосы для истребителей были построены у мыса Лунга и аэродром для бомбардировщиков был построен у мыса Коли. Портовая инфраструктура была построена на островах Гуадалканал, Тулаги и Флорида. Якорная стоянка у Тулаги стала важной базой для военных и транспортных кораблей Союзников, принимавших участие в кампании на Соломоновых островах. Крупные сухопутные силы были развёрнуты на больших лагерных стоянках и в казармах на Гуадалканале перед продолжением наступательной операции на Соломоновых островах.
После Гуадалканала японцы вели только оборонительные действия на Тихом океане. Постоянное давление и укрепление Гуадалканала ослабило японские возможности на других театрах, что содействовало австралийскому и американскому контрнаступлению в Новой Гвинее, кульминацией которого стала Буна-Гонская операция в начале 1943 года. Союзники овладели стратегической инициативой, которую не упускали до конца войны. В июне Союзники начали Операцию «Картвил», которая после некоторых изменений в августе 1943 года формализовала стратегию изоляции Рабаула, отрезав его от морских коммуникаций. Последующая успешная изоляция Рабаула и сил, расположенных там, облегчила ведение кампании в юго-западной части Тихого океана генералу Дугласу Макартуру и захват островов в центральной части Тихого океана адмиралу Честеру Нимицу, которые вели успешное наступление на захваченные японцами территории. Оставшиеся форпосты обороны Японии в южной части Тихого океана были уничтожены или обойдены силами Союзников, которые приближали общую победу в войне.

## Итоги битвы

### Стратегические результаты

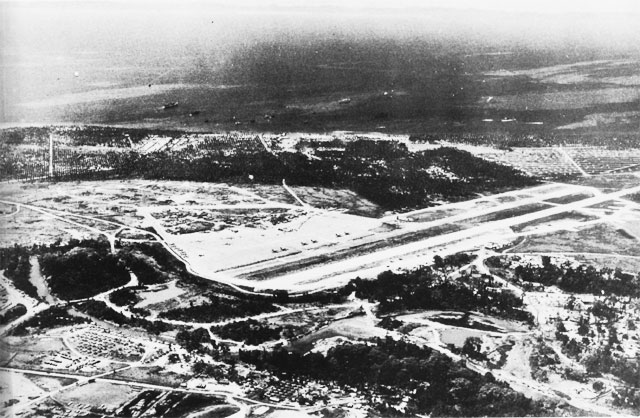
Хендерсон-Филд в августе 1944 года.

После победы в битве за Мидуэй США получили преимущество на Тихом океане. Тем не менее, этот факт не изменил хода войны. Только после побед Союзников на Гуадалканале и в Новой Гвинее японское наступление было остановлено и стратегическая инициатива перешла к Союзникам, как оказалось, до конца войны. Гуадалканальская кампания завершила все попытки японской экспансии и Союзники получили уверенное превосходство над врагом. Несомненно, эта победа Союзников была первым шагом в ряду последующих побед, который закончился капитуляцией Японии и последующей оккупацией Японских островов.
Политика США «приоритета европейского театра военных действий» изначально была построена на организации оборонительных мероприятий против японской экспансии, сконцентрировав основные ресурсы на войне с Германией. Тем не менее, аргументы адмирала Кинга в пользу наступления на Гуадалканал и его успешное воплощение убедили президента Франклина Рузвельта в том, что Тихоокеанский театр был незаслуженно обойдён вниманием. К концу 1942 года, когда стало понятно, что Япония проиграла битву за Гуадалканал, это стало серьёзным ударом для японских стратегических планов по защите империи и непредвиденным поражением от рук американцев и их союзников.
Возможно, психологическая победа Союзников была даже важнее военной победы. На поле боя Союзники одержали победы над лучшими японскими сухопутными, морскими и воздушными силами. После Гуадалканала солдаты Союзников уже смотрели на японские вооружённые силы с меньшей опаской и не так благоговейно, как до него. Кроме того, Союзники смогли смотреть на окончательный результат войны в Тихом океане с большим оптимизмом.
Некоторые японские политические и военные лидеры, в том числе Наоки Хосино, Осами Нагано и Торасиро Кавабэ, констатировали сразу после сражения за Гуадалканал, что это была критическая поворотная точка в войне. Кавабэ говорил: «Что касается поворотной точки [в войне], когда наши успехи завершились и мы стали терпеть поражения, я думаю, это был Гуадалканал.»

Гуадалканал — это отныне не просто название острова. Это название кладбища японской армии.
— генерал-майор Кавагути

### Ресурсы

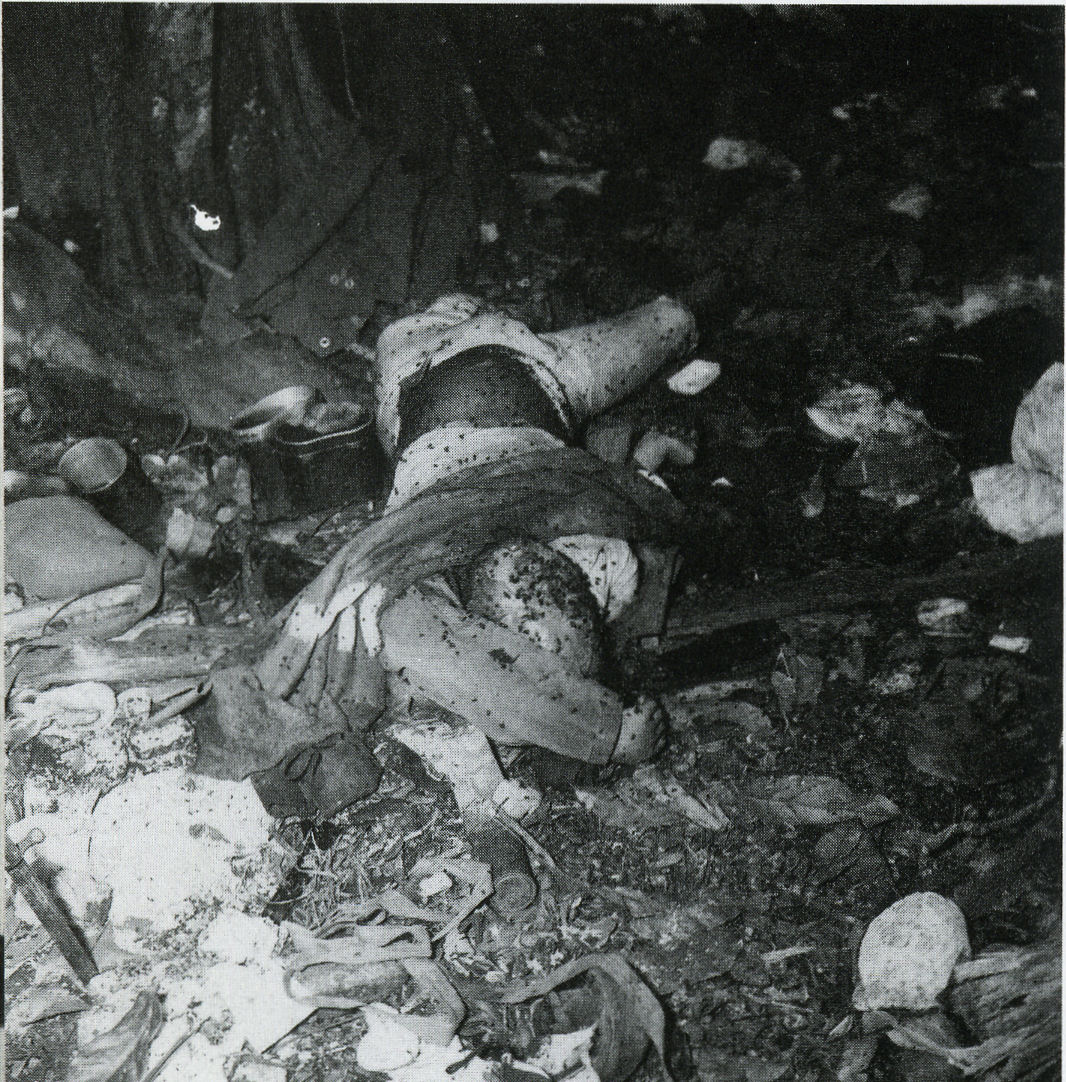
Мёртвый японский солдат на Гуадалкнале в январе 1943 года.

Битва за Гуадалканал стала одной из первых длительных кампаний на Тихом океане, непосредственно связанной идущей одновременно кампанией на Соломоновых островах. Обе кампании были сражениями, в которых принимали участие тыловые службы воюющих сторон. Для США на первых порах требовалось обеспечить превосходство в воздушной транспортировке военных грузов. Потеря превосходства в воздухе заставила Японию перебрасывать подкрепления баржами, эсминцами и подводными лодками с весьма неубедительными результатами. В начале кампании американцы испытывали дефицит ресурсов, так как они понесли большие потери в крейсерах и авианосцах, до замены которых новыми строящимися кораблями должны были пройти ещё месяцы.
Американский флот понёс настолько большие потери в личном составе во время кампании, что командование боялось публиковать цифры точных потерь ещё долгие годы. Тем не менее, по ходу продолжения кампании американский народ всё больше и больше узнавал о героизме американских солдат на Гуадалканале, и всё больше сил посылалось в район боевых действий. Главной проблемой для японцев стало то, что их военно-промышленный комплекс не мог обойти по производительности и трудовым ресурсам американскую индустрию. Поэтому по мере того, как во время кампании японцы тратили невозобновляемые ресурсы, американцы быстро замещали потери и даже усиливали свою мощь.
Гуадалканальская кампания стоила Японии стратегических и материальных потерь, а также потерь людских ресурсов. Около 25000 опытных солдат погибло во время кампании. Недостаток ресурсов прямо повлиял на поражение японцев и отказ от их целей в Новой Гвинее. Япония также потеряла контроль над южными Соломоновыми островами и возможность перекрыть судоходство Союзников между США и Австралией. Главная японская база в Рабауле оказалась под угрозой со стороны авиации Союзников. Ещё важнее то, что японские сухопутные, воздушные и морские силы навсегда исчезли в джунглях Гуадалканала и окружающем его океане. Японские самолёты и корабли, сбитые и затонувшие во время кампании вместе с многоопытными ветеранами, особенно в авиации флота, так и не получили достойной замены, в отличие от Союзников.